# Bitwa na łuku kurskim
Bitwa na łuku kurskim, bitwa pod Kurskiem, bitwa kurska – bitwa stoczona między siłami niemieckimi a radzieckimi na froncie wschodnim podczas II wojny światowej niedaleko miasta Kursk, między 5 lipca a 23 sierpnia 1943 roku. Niemiecka ofensywa otrzymała kryptonim „Cytadela” (niem. Zitadelle) i doprowadziła do jednej z największych bitew pancernych w dziejach świata, bitwy pod Prochorowką. Po powstrzymaniu niemieckiej ofensywy nastąpiły dwie radzieckie kontrofensywy: operacje orłowska i biełgorodzko-charkowska. Była to ostatnia niemiecka strategiczna operacja ofensywna na froncie wschodnim. Zwycięstwo w tej bitwie oddało inicjatywę strategiczną w ręce Armii Czerwonej do końca wojny.
Niemieckie dowództwo miało nadzieję osłabić latem 1943 roku potencjał ofensywny Armii Czerwonej przez odcięcie dużej liczby oddziałów radzieckich w wybrzuszeniu linii frontu w pobliżu Kurska, które zyskało nazwę „łuku kurskiego”. Dzięki likwidacji tego zakola Niemcy skróciliby swoje linie obronne, zmniejszając przewagę liczebną Sowietów w krytycznych sektorach. Plan przewidywał okrążenie oddziałów radzieckich poprzez zbieżne ataki oskrzydlające z północy i południa. Niemieckie dowództwo miało nadzieję, że powodzenie tej operacji przechyliłoby sytuację strategiczną na froncie wschodnim na korzyść Niemców po klęsce stalingradzkiej.
Radzieckie dowództwo wiedziało jednak o niemieckich planach dzięki raportom własnego i brytyjskiego wywiadu. Sowieci zbudowali wokół Kurska silne i dobrze ufortyfikowane linie obronne, które miały wykrwawić nacierające siły niemieckie. Niemcy opóźniali swoją ofensywę, by wzmocnić swoje wojska w oczekiwaniu na nową broń, w szczególności czołgi średnie Pantera i czołgi ciężkie Tygrys. To dało Armii Czerwonej dużo czasu na przygotowanie obrony. Pozycje obronne składały się z pól minowych, fortyfikacji, stanowisk ze wzmocnioną artylerią lufową i rakietową oraz punktów przeciwpancernych. Na tyłach utworzono silne jednostki rezerwowe, które miały przystąpić do kontrofensywy po odparciu niemieckiego uderzenia.
W bitwie pod Kurskiem po raz pierwszy w II wojnie światowej udało się powstrzymać niemiecką strategiczną ofensywę, zanim przerwała ona linie obronne i weszła głęboko w przestrzeń operacyjną. Na północy niemieckie uderzenie weszło maksymalnie na 10–12, a na południu 35 kilometrów w głąb terenów wroga. Operacje ofensywne Armii Czerwonej po tej bitwie były jej pierwszymi udanymi letnimi operacjami strategicznymi podczas wojny niemiecko-radzieckiej.
W bitwie chrzest bojowy oprócz niemieckich niszczycieli czołgów Ferdynand miały też radzieckie działa samobieżne SU-152.

## Podłoże

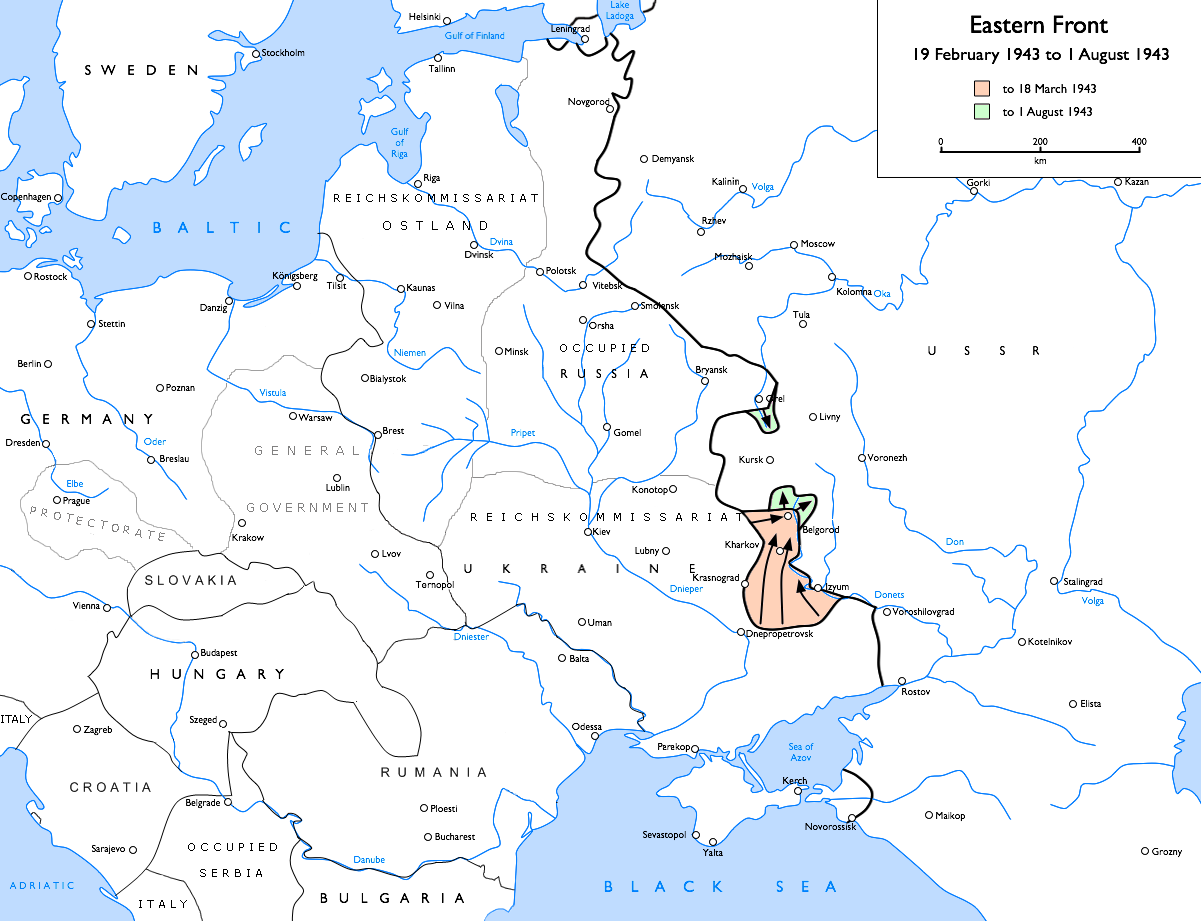
Front wschodni od lutego do sierpnia 1943 roku. Kolorem pomarańczowym zaznaczona jest kontrofensywa niemiecka pod Charkowem, a kolorem zielonym niemiecka ofensywa na klin kurski

Już na początku 1943 roku, kiedy wojska niemieckie prowadziły walki w okrążeniu pod Stalingradem i po decydującym zwycięstwie w tej bitwie 2 lutego, Armia Czerwona przystąpiła do generalnej kontrofensywy na południowym odcinku frontu wschodniego od rejonu Woroneża do północnego Kaukazu. Nad górnym biegiem Donu 13 stycznia 1943 roku oddziały Frontu Woroneskiego rozpoczęły operację ostrogożsko-rossoszańską skierowaną przeciwko niemieckiej Grupie Armii „B”. W wyniku tej operacji między Ostrogożskiem a Rossoszą wojska tego frontu okrążyły spore siły przeciwnika, rozbijając 15 dywizji państw Osi. 24 stycznia, na trzy dni przed zlikwidowaniem ostatnich okrążonych jednostek państw Osi pod Rossoszą, Front Woroneski, wspólnie z Frontem Briańskim na jego prawym skrzydle, przystąpił do operacji woronesko-kastornojeskiej. Podczas tej operacji siłom tych dwóch frontów udało się otoczyć duże zgrupowanie wojsk niemiecko-węgierskich między Kastornoje a Woroneżem, z których część została zniszczona, a innym udało się na początku lutego przerwać okrążenie i przedostać dalej na zachód. W wyniku tych dwóch operacji Armia Czerwona wyzwoliła Ostrogożsk, Rossosz i Woroneż oraz rozbiła praktycznie całą Grupę Armii „B”, tworząc na odcinku od Liwnych do Kupiańska przerwę długości 300 km między Grupą Armii „B” a Grupą Armii „Don”, co umożliwiło kontynuowanie operacji w kierunku na Kursk i Charków.
2 lutego wojska Frontu Woroneskiego wspólnie z jedną armią Frontu Briańskiego przystąpiły do ofensywy na Kursk i Charków. 8 lutego wyzwolono Kursk, 9 lutego Biełgorod, a 18 lutego Charków. Na północy siły Frontu Briańskiego przystąpiły 12 lutego do własnej ofensywy przeciwko Grupie Armii „Środek” na południowy wschód i południe od Orła z zamiarem obejścia tego miasta z tych kierunków. Twardy opór niemiecki zatrzymał uderzenie frontu, którego jednostki do końca miesiąca przeszły od 10 do 30 km i osiągnęły rubież Nowosil, Małoarchangielsk i Rożdiestwieńskoje, gdzie linia frontu ustabilizowała się na kilka miesięcy.
Możliwości ofensywne Sowietów na południu po wyzwoleniu Charkowa zostały wyczerpane, a flanki oddziałów radzieckich zbyt rozciągnięte. Wykorzystał to feldmarszałek Erich von Manstein, który zaczął planować przeciwuderzenie, mające na celu odbicie Charkowa, Biełgorodu i Kurska oraz rozbicie oddziałów Armii Czerwonej na tym odcinku frontu. Jednocześnie doszło do reorganizacji wojsk niemieckich w tym rejonie. 13 lutego utworzono Grupę Armii „Południe” na bazie Grupy Armii „Don”, której dowódcą został Manstein. Grupa Armii „B” została rozwiązana, a jej jednostki podzielone między Grupę Armii „Środek” i Grupę Armii „Południe”. 19 lutego wojska niemieckie ruszyły do kontrofensywy, odbijając 15 marca Charków i 18 marca Biełgorod. Rozpoczęta 25 lutego ofensywa Frontu Centralnego przeciwko Grupie Armii „Środek” w kierunku Siewska na południowy zachód od Orła musiała zostać przerwana w celu przesunięcia jednostek tego frontu na południe, by powstrzymać ofensywę Mansteina. Do 25 marca Niemcy próbowali kontynuować działania, ale uniemożliwiła im to odwilż. Siły niemieckie zadały Sowietom ciężkie straty, ale nie udało się rozbić Armii Czerwonej na tym odcinku frontu i odbić Kurska. Obie strony przeszły do obrony.
W wyniku niemieckiej kontrofensywy na Charków w okolicach Biełgorodu pozostało wybrzuszenie w pozycjach radzieckich. Wcześniej takie samo powstało na północy w okolicach Orła, co uformowało tak zwany łuk kurski. Przez kilka następnych miesięcy na prawie całym froncie wschodnim nie podejmowano większych operacji. W połowie 1943 roku sytuacja na froncie wschodnim przedstawiała się następująco: na północy Niemcy od prawie dwóch lat tkwili pod Leningradem, w centrum zostali odrzuceni spod Moskwy na linię Smoleńsk – Orzeł, na południu zaś odparto ich na linię Dońca i Miusu, który wpada do Morza Azowskiego na jego wschodnim skraju.

## Siły i plany obu stron

### III Rzesza

Niemiecki plan ataku

Armia niemiecka wiosną 1943 roku miała do wyboru dwie możliwości: wojnę pozycyjną, albo ograniczone działania ofensywne. Pierwsza opcja była nie do przyjęcia dla Hitlera. W drugiej możliwa była jedynie ofensywa na wybranym i stosunkowo wąskim odcinku frontu. Na więcej brakowało sił i środków. I tej koncepcji Hitler trzymał się z uporem. Sądził, że dobrze przygotowana ofensywa pozwoli na pokonanie przeciwnika przy stosunkowo niewielkich stratach i umożliwi przejęcie inicjatywy. Do takiej koncepcji idealnie nadawał się występ kurski. Początkowo Niemcy zastanawiali się, czy podjąć atak na łuk kurski od południa, czy może czekać, aż Sowieci uderzą na ich dobrze umocnione linie obronne, co powinno wykrwawić napastników. I wtedy nastąpiłby silny niemiecki kontratak. Nieco później feldmarszałek Erich von Manstein przedstawił rozwinięcie tej alternatywy. W jej pierwszej wersji Niemcy mieli wycofać się na południu aż za Dniepr, by następnie wykonać silne uderzenie z okolic Kijowa w kierunku południowym na radzieckie armie, które weszłyby na opuszczone tereny Zagłębia Donieckiego. To powinno zlikwidować w powstałym kotle dość sił nieprzyjaciela, aby odzyskać na południu zdolność przywrócenia sytuacji sprzed klęski stalingradzkiej. Hitler bardzo niechętnie odnosił się do jakiejkolwiek idei oddawania zdobytych terenów bez walki, bliższa była mu więc koncepcja druga, którą popierał szef sztabu generalnego wojsk lądowych Kurt Zeitzler. Polegała ona na przeprowadzeniu jednoczesnych zbieżnych ataków oskrzydlających z północy i z południa, które miały doprowadzić do okrążenia znajdujących się w wybrzuszeniu jednostek Armii Czerwonej i całkowitego zniszczenia ich w powstałym kotle. Powodzenie całej akcji miało zapewnić skierowanie w rejon walk aż ⅔ jednostek pancernych zaangażowanych na froncie wschodnim. Chociaż część wyższych rangą dowódców Wehrmachtu (m.in. gen. Heinz Guderian, gen. Alfred Jodl) uważała, że tak duża operacja zaczepna jest bardzo ryzykowna, 15 kwietnia 1943 roku Hitler rozkazem operacyjnym nr 6 zatwierdził plan wspomnianej operacji, której nadano kryptonim „Cytadela”. Znaczenie tej bitwy było tak wielkie, że OKW i OKH przewidywały, że jeżeli nowa niemiecka ofensywa letnia nie powiedzie się, będzie to oznaczało przegraną dla Niemców na froncie wschodnim i być może w całej wojnie.

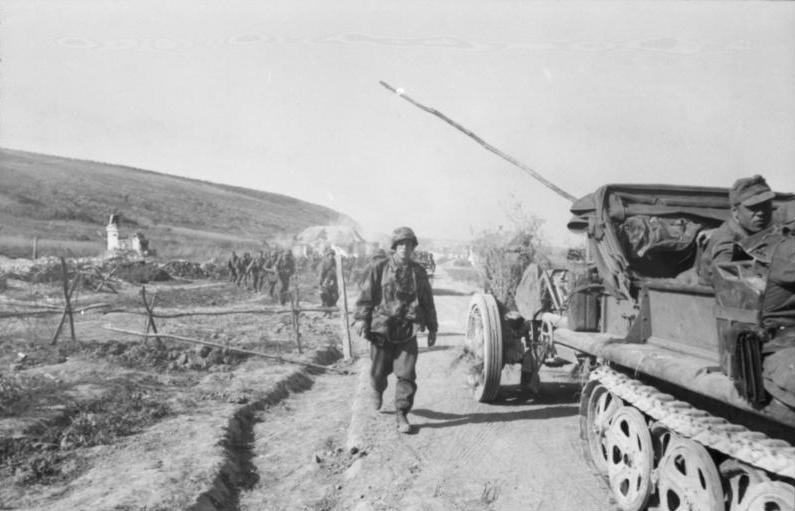
Oddziały niemieckie w drodze na front

Do wykonania operacji Cytadela wyznaczono większość wojsk Grupy Armii „Środek” i Grupy Armii „Południe”. Utworzono z nich trzy grupy uderzeniowe o dużej mobilności. Na północy 9 Armia Grupy Armii „Środek” gen. Walthera Modela, wzmocniona silnymi – jak na ówczesne możliwości Wehrmachtu – jednostkami pancernymi, miała uderzyć z rejonu Orła przez Ponyry na Kursk. W tym samym czasie na południu 4 Armia Pancerna gen. Hermanna Hotha, wspierana na prawej flance przez Grupę Operacyjną „Kempf” gen. Wernera Kempfa, Grupy Armii „Południe” miały nacierać z linii Biełgorod – Tomarowka w kierunku północnym przez Obojań na Kursk. Początkowo planowano rozpoczęcie operacji w dniach 10–15 maja, ale utrzymanie tego terminu było ze względów organizacyjnych niemożliwe, głównie z powodu trudności ze skompletowaniem stanu osobowego Grupy Armii „Południe”. Termin przekładał też sam Hitler, licząc na dostawy większej liczby czołgów nowego typu, w których pokładał wielkie nadzieje. Rozpoczęcie operacji przesunięto na początek czerwca. Ostatecznie zdecydowano się zacząć na początku lipca. Przed operacją przeznaczone do niej wojska otrzymały 147 Tygrysów, 200 Panter i 89 ciężkich niszczycieli czołgów Ferdinand.
Atakujące z północy siły Grupy Armii „Środek” liczyły 460 tys. żołnierzy, ok. 6 tys. dział i moździerzy, a także 1200 czołgów i dział szturmowych, zaś atakujące z południa siły Grupy Armii „Południe” liczyły 440 tys. ludzi, 4 tys. dział i moździerzy oraz 1500 czołgów. Grupę Armii „Środek” wspierała 6 Flota Powietrzna Luftwaffe, a Grupę Armii „Południe” 4. Flota Powietrzna Luftwaffe. Armia niemiecka liczyła w sumie 900 tys. żołnierzy, 10 tys. dział i moździerzy, 2,7 tys. czołgów i 2050 samolotów, co stanowiło ⅔ niemieckich sił powietrznych na froncie wschodnim.

### Związek Radziecki

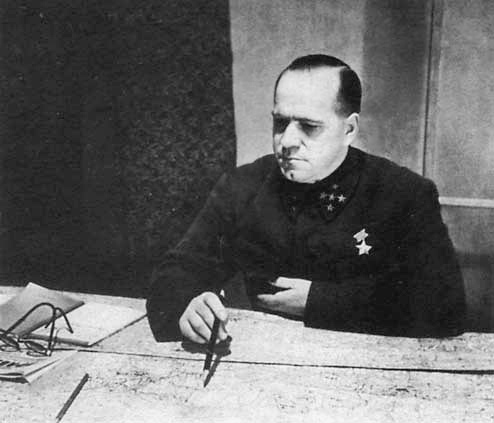
Marsz. Gieorgij Żukow, jeden z odpowiedzialnych za organizację obrony łuku kurskiego. Jego stanowisko w planowaniu działań w rejonie Kurska latem 1943 roku poparł Stalin

Po raz pierwszy w czasie wojny strona radziecka miała doskonałe rozeznanie na temat zamiarów przeciwnika. Miejsce przeprowadzenia ataku nasuwało się już w rezultacie studiowania map sztabowych, a po drugie, o przygotowaniach informował nie tylko wywiad brytyjski, lecz także własna agentura znajdująca się zarówno w Wielkiej Brytanii, jak i w III Rzeszy. Dodatkowo Stawka otrzymywała informacje wywiadowcze o nowej ofensywie letniej Niemców od siatki szpiegowskiej „Lucy” w Szwajcarii i dzięki temu Sowieci mogli starannie przygotować swoje przeciwdziałanie. Ponadto dostali na to dużo czasu.
Sowieci, podobnie jak Niemcy, również mieli dwie odmienne koncepcje rozstrzygnięcia kampanii letniej. Dowódca Frontu Woroneskiego gen. Nikołaj Watutin i członek rady wojennej tego frontu Nikita Chruszczow byli zwolennikami uderzenia wyprzedzającego i rozbicia przeciwnika na pozycjach wyjściowych, a następnie szybkiego marszu w kierunku Dniepru. Domagali się zatem wzmocnienia frontu dwiema armiami i rozpoczęcia ofensywy w końcu maja. Działania takie popierał też marsz. Aleksandr Wasilewski. Drugi wariant, defensywny, przewidywał utworzenie głęboko urzutowanej obrony wspieranej przez znaczne siły artylerii i opartej na rozbudowanych polach minowych. Po wyczerpaniu atakujących do akcji miały wejść siły rezerwowe frontów, które rozstrzygnęłyby bitwę. Były to więc niemal lustrzane odbicia pierwotnych zamysłów niemieckich dowódców. Zwolennikiem opcji defensywnej był marsz. Gieorgij Żukow, który pierwszy wariant uznał za zbyt ryzykowny i powtarzający błędy z ubiegłego roku. Stanowisko Żukowa poparł Stalin, co oznaczało, że należy szykować się do obrony.
Nastawiono się przede wszystkim na wzmocnienie artylerii. Większość sprzętu artyleryjskiego stanowiły nowoczesne typy dział i moździerzy, równorzędne z niemieckimi lub nawet lepsze. Artylerię przeciwpancerną tworzyły głównie działa kalibru 76,2 mm oraz dysponujące dużą siłą przebicia działa 57 mm. Stare działa 45 mm zastąpiono nowymi z dłuższą lufą. Ponadto Sowieci opanowali produkcję pocisków podkalibrowych. W celu zwalczania pojazdów pancernych wprowadzono specjalną amunicję do dział przeciwlotniczych 37 mm, armat dalekosiężnych 122 i 152 mm oraz haubicoarmat 152 mm. Zmobilizowano też wszystkie zdobyte wcześniej niemieckie działa przeciwpancerne 50 i 75 mm oraz przeciwlotnicze 88 mm. Jednocześnie szkolono oddziały artylerii w umiejętności zwalczania czołgów.
Na północy występu kurskiego obronę zorganizował Front Centralny dowodzony przez gen. Konstantego Rokossowskiego. W pierwszym rzucie frontu znajdowało się pięć armii: 13, 48, 60, 65 i 70. W rezerwie pozostawały 2 Armia Pancerna oraz 9 i 19 Korpus Pancerny. Na południu obronę zorganizował Front Woroneski gen. Watutina. Front ten wystawił w pierwszym rzucie 38 i 40 Armię oraz 6 i 7 Gwardyjską Armię. W drugim rzucie znajdowały się 69 Armia i 35 Gwardyjski Korpus Strzelecki. Rezerwę frontu stanowiły 1 Armia Pancerna oraz 2 i 5 Gwardyjski Korpus Pancerny. Na zapleczu tych frontów obronę zabezpieczał Front Stepowy dowodzony przez gen. Iwana Koniewa.
W armiach pierwszego rzutu zorganizowano trzy linie obrony. Pierwsza przebiegała w pobliżu frontu, druga była od niego oddalona o 6–12 km, a trzecia o 20–30 km. Na niektórych odcinkach stworzono dodatkowe linie obrony, a na całości frontu stworzono jeszcze trzy dodatkowe linie obrony. W sumie było ich minimum sześć, tak że głębokość obrony Frontu Centralnego wynosiła 110 km, a Woroneskiego 85 km. Tylko w pasie Frontu Centralnego od kwietnia do czerwca wykopano 5 tys. km okopów, zbudowano 300 km zapór inżynieryjnych, postawiono 400 tys. min, ustawiono 60 km zapór przeciwczołgowych i wykonano 80 km rowów przeciwczołgowych. W pasie obrony Frontu Woroneskiego postawiono 637,5 tys. min, zbudowano 593 km zapór i wykopano 4240 km okopów. Na całym pasie była rozmieszczona artyleria przeciwpancerna i przeciwlotnicza. Jak widać, obrona była przygotowana bardzo starannie. Na całej linii frontu postawiono także 300 km zapór z drutu kolczastego (w tym 30 km pod napięciem elektrycznym).
Do budowy zapór inżynieryjnych i okopów na całej linii frontu wybrzuszenia kurskiego Armia Czerwona zatrudniła także ok. 330 tys. cywilów jako dodatkową siłę roboczą, by przyspieszyć prace. Radzieccy dowódcy robili także wszystko, by ukryć rozległość i głębokość obrony, którą przygotowywali. Stworzyli oni między innymi fałszywe miejsca koncentracji żołnierzy oraz atrapy czołgów i samolotów. Zostało zbudowanych ponad 40 fałszywych lotnisk z atrapami samolotów, pasów startowych i wież kontrolnych. Wiele razy były one bombardowane przez Luftwaffe. Siły trzech frontów broniących pozycji na łuku kurskim zostały ponadto wzmocnione silnymi odwodami artyleryjskimi będącymi w dyspozycji Stawki. Radzieckie linie obronne bardziej przypominały front zachodni z czasów wojny pozycyjnej lat 1916–1918 (tyle że dysponujący znacznie większymi środkami technicznymi) niż wszystko to, do czego przyzwyczaili się Niemcy w dotychczasowych starciach z Armią Czerwoną.
Armie lotnicze przydzielone do frontów Centralnego i Woroneskiego uzyskały uzupełnienia z odwodów Stawki. 16 Armia Lotnicza Frontu Centralnego otrzymała po jednym korpusie lotnictwa myśliwskiego, bombowego i mieszanego, a z kolei 2 Armia Lotnicza Frontu Woroneskiego po jednym korpusie lotnictwa myśliwskiego, bombowego i szturmowego. Lotnictwo ZSRR przed bitwą miało dwa razy więcej myśliwców i kilka razy więcej szturmowców. Tylko w bombowcach Niemcy mieli przewagę. Kontrolę nad działaniami lotnictwa sprawowali marsz. lotnictwa Aleksandr Nowikow (podlegający Żukowowi), jego pierwszy zastępca gen. Grigorij Worożejkin i nowo mianowany szef sztabu lotnictwa gen. Siergiej Chudiakow. Lotnictwo na terenie łuku kurskiego miało sieć punktów dowodzenia niższego szczebla, a zastępców dowódców jednostek lotniczych skierowano do sztabów jednostek lądowych znajdujących się na kierunku głównego natarcia niemieckiego. Na przykład zastępca dowódcy 16 Armii Lotniczej gen. Rudienki został wysłany do sztabu 13 Armii stojącej naprzeciw niemieckiej 9 Armii gen. Modela. Z obawy przed niemieckimi nalotami lotniska radzieckie zostały rozlokowane daleko od linii frontu: lotniska myśliwców 25–49 km, szturmowców 60–70 km, a bombowców 120–130 km. Dowództwo lotnictwa przygotowało terminy, w których eskorty myśliwskie miały się ze sobą spotykać, koordynację działań armii lotniczych, aby współpracowały one ze sobą, znaki wywoławcze i uruchomiło służby techniczne.
Dowództwo Frontu Centralnego wiedziało, że główny kierunek ataku Grupy Armii „Środek” będzie skierowany przez Ponyry na Kursk, czyli przez pozycje 13 i 70 Armii. Na zagrożonym odcinku długości 95 km zgromadzono 58% oddziałów piechoty, 87% czołgów i dział samobieżnych oraz 70% artylerii. Łącznie front ten miał – razem z lotnictwem i wojskami PWO – 710 tys. żołnierzy, 5282 działa wszystkich kalibrów, 5637 moździerzy 82 i 120 mm oraz 1783 czołgi i działa samobieżne.
Natomiast na południu spodziewano się głównego ataku z rejonu Biełgorodu na Obojań. Dowództwo Frontu Woroneskiego większość swoich sił rozmieściło na odcinku o długości 164 km. Zgromadzono tam 83% oddziałów piechoty, 90% czołgów i dział samobieżnych oraz 86% artylerii. Na lewym skrzydle tego frontu jego wojska były rozmieszczone na głębokości dochodzącej do 70 km. Łącznie z lotnictwem i wojskami PWO front ten liczył 626 tys. ludzi, 4029 dział, 4150 moździerzy oraz 1661 czołgów i dział samobieżnych.
Pozostający daleko za linią obrony Front Stepowy dysponował 573 tys. ludzi, 3397 działami, 4004 moździerzami oraz 1551 czołgami i działami samobieżnymi. Działania Frontu Centralnego wspierała 16 Armia Lotnicza, Frontu Woroneskiego – 2 i 17 Armia Lotnicza wchodząca w skład Frontu Południowo-Zachodniego. Do Frontu Stepowego została przydzielona 5 Armia Lotnicza. Na rzecz frontów Woroneskiego i Centralnego działało też Lotnictwo Dalekiego Zasięgu. Armia Czerwona miała razem do dyspozycji (wliczając w to rezerwowy Front Stepowy) 1 mln 909 tys. żołnierzy, 26 499 dział i moździerzy, 4995 czołgów i dział samobieżnych oraz 2,9 tys. samolotów. Jeszcze w czasie walk na łuku kurskim Armia Czerwona otrzymała posiłki w postaci 22 dywizji piechoty, 5 dywizji powietrznodesantowych, 9 korpusów pancernych, 4 korpusów zmechanizowanych i sześciu brygad pancernych (ok. 250 tys. oficerów i żołnierzy) oraz uzupełnienia marszowe w sile do ok. 100 tys. oficerów i żołnierzy.

## Porządek bitewny

### III Rzesza
| Grupa Armii Środek (feldmarsz. Günther von Kluge) | Grupa Armii Środek (feldmarsz. Günther von Kluge) | Grupa Armii Środek (feldmarsz. Günther von Kluge) | Grupa Armii Środek (feldmarsz. Günther von Kluge) | Grupa Armii Środek (feldmarsz. Günther von Kluge)          | Grupa Armii Środek (feldmarsz. Günther von Kluge) |
| Armia                                             | Dowódca                                           | Korpus                                            | Dowódca                                           | Dywizje                                                    |                                                   |
| ------------------------------------------------- | ------------------------------------------------- | ------------------------------------------------- | ------------------------------------------------- | ---------------------------------------------------------- | ------------------------------------------------- |
| 9 Armia                                           | Walther Model                                     | XX Korpus Armijny                                 | Rudolf von Roman                                  | 45, 72, 137, 251 Dywizja Piechoty                          |                                                   |
|                                                   |                                                   | XXXXVI Korpus Pancerny                            | Hans Zorn                                         | 7, 31, 102, 258 Dywizja Piechoty                           |                                                   |
|                                                   |                                                   | XXXXI Korpus Pancerny                             | Josef Harpe                                       | 86 i 292 Dywizja Piechoty, 18 Dywizja Pancerna             |                                                   |
|                                                   |                                                   | XXXXVII Korpus Pancerny                           | Joachim Lemelsen                                  | 2, 9, 20 Dywizja Pancerna, 6 Dywizja Piechoty              |                                                   |
|                                                   |                                                   | XXIII Korpus Armijny                              | Johannes Frießner                                 | 216 i 383 Dywizja Piechoty, 78 Dywizja Szturmowa           |                                                   |
| Rezerwa Grupy Armii „Środek”                      |                                                   |                                                   |                                                   | 4 i 12 Dywizja Pancerna, 10 Dywizja Grenadierów Pancernych |                                                   |
| 6 Flota Powietrzna Luftwaffe                      | Robert von Greim                                  |                                                   |                                                   | 1 Dywizja Lotnicza                                         |                                                   |

| Grupa Armii „Południe” (feldmarsz. Erich von Manstein) | Grupa Armii „Południe” (feldmarsz. Erich von Manstein) | Grupa Armii „Południe” (feldmarsz. Erich von Manstein) | Grupa Armii „Południe” (feldmarsz. Erich von Manstein) | Grupa Armii „Południe” (feldmarsz. Erich von Manstein)                                           | Grupa Armii „Południe” (feldmarsz. Erich von Manstein) |
| Armia                                                  | Dowódca                                                | Korpus                                                 | Dowódca                                                | Dywizje                                                                                          |                                                        |
| ------------------------------------------------------ | ------------------------------------------------------ | ------------------------------------------------------ | ------------------------------------------------------ | ------------------------------------------------------------------------------------------------ | ------------------------------------------------------ |
| 4 Armia Pancerna                                       | Hermann Hoth                                           | LII Korpus Armijny                                     | Eugen Ott                                              | 57, 255 i 322 Dywizja Piechoty                                                                   |                                                        |
|                                                        |                                                        | XXXXVIII Korpus Pancerny                               | Otto von Knobelsdorff                                  | 3 i 11 Dywizja Pancerna, 167 Dywizja Piechoty, Dywizja Grenadierów Pancernych „Grossdeutschland” |                                                        |
|                                                        |                                                        | II Korpus Pancerny SS                                  | Paul Hausser                                           | 1 „Leibstandarte Adolf Hitler”, 2 „Das Reich” i 3 Dywizja Pancerna SS „Totenkopf”                |                                                        |
| Grupa Operacyjna „Kempf”                               | Werner Kempf                                           | III Korpus Pancerny                                    | Hermann Breith                                         | 6, 7, 19 Dywizja Pancerna, 168 Dywizja Piechoty                                                  |                                                        |
|                                                        |                                                        | XI Korpus Armijny                                      | Erhard Raus                                            | 106 i 320 Dywizja Piechoty                                                                       |                                                        |
|                                                        |                                                        | XXXXII Korpus Armijny                                  | Franz Mattenklott                                      | 39, 161 i 282 Dywizja Piechoty                                                                   |                                                        |
| 4 Flota Powietrzna Luftwaffe                           | Otto Deßloch                                           | VIII Korpus Lotniczy                                   |                                                        |                                                                                                  |                                                        |

### Związek Radziecki
| 13 Armia          | Nikołaj Puchow      | 17 Gwardyjski Korpus Strzelecki |
|                   |                     | 18 Gwardyjski Korpus Strzelecki |
|                   |                     | 15 Korpus Strzelecki            |
|                   |                     | 29 Korpus Strzelecki            |
| 48 Armia          | Prokofij Romanienko | 42 Korpus Strzelecki            |
| 60 Armia          | Iwan Czerniachowski | 24 Korpus Strzelecki            |
|                   |                     | 30 Korpus Strzelecki            |
| 65 Armia          | Paweł Batow         | 18 Korpus Strzelecki            |
|                   |                     | 27 Korpus Strzelecki            |
| 70 Armia          | Iwan Gałanin        | 28 Korpus Strzelecki            |
| 2 Armia Pancerna  | Aleksiej Rodin      | 3 Korpus Pancerny               |
|                   |                     | 16 Korpus Pancerny              |
| Rezerwa frontu    |                     | 9 Korpus Pancerny               |
|                   |                     | 19 Korpus Pancerny              |
| 16 Armia Lotnicza | Siergiej Rudienko   |                                 |

| 6 Gwardyjska Armia | Iwan Czistiakow      | 22 Gwardyjski Korpus Strzelecki |
|                    |                      | 23 Gwardyjski Korpus Strzelecki |
| 7 Gwardyjska Armia | Michaił Szumiłow     | 24 Gwardyjski Korpus Strzelecki |
|                    |                      | 25 Gwardyjski Korpus Strzelecki |
| 38 Armia           | Nikandr Czibisow     |                                 |
| 40 Armia           | Kiriłł Moskalenko    |                                 |
| 69 Armia           | Wasilij Kriuczionkin |                                 |
| 1 Armia Pancerna   | Michaił Katukow      | 6 Korpus Pancerny               |
|                    |                      | 31 Korpus Pancerny              |
|                    |                      | 3 Korpus Zmechanizowany         |
| Rezerwa frontu     |                      | 35 Gwardyjski Korpus Strzelecki |
|                    |                      | 2 Gwardyjski Korpus Pancerny    |
|                    |                      | 5 Gwardyjski Korpus Pancerny    |
| 2 Armia Lotnicza   | Stiepan Krasowski    |                                 |

| 4 Gwardyjska Armia                      | Grigorij Kulik       | 20 Gwardyjski Korpus Strzelecki    |
|                                         |                      | 21 Gwardyjski Korpus Strzelecki    |
|                                         |                      | 3 Gwardyjski Korpus Pancerny       |
| 5 Gwardyjska Armia                      | Aleksiej Żadow       | 32 Gwardyjski Korpus Strzelecki    |
|                                         |                      | 33 Gwardyjski Korpus Strzelecki    |
|                                         |                      | 10 Korpus Pancerny                 |
| 27 Armia                                | Siergiej Trofimienko |                                    |
| 47 Armia                                | Piotr Kozłow         | 21 Korpus Strzelecki               |
|                                         |                      | 23 Korpus Strzelecki               |
| 53 Armia                                | Iwan Managarow       |                                    |
| 5 Gwardyjska Armia Pancerna             | Pawieł Rotmistrow    | 5 Gwardyjski Korpus Zmechanizowany |
|                                         |                      | 29 Korpus Pancerny                 |
| Rezerwa frontu                          |                      | 35 Korpus Strzelecki               |
|                                         |                      | 3 Gwardyjski Korpus Kawalerii      |
|                                         |                      | 5 Gwardyjski Korpus Kawalerii      |
|                                         |                      | 7 Gwardyjski Korpus Kawalerii      |
|                                         |                      | 4 Gwardyjski Korpus Pancerny       |
|                                         |                      | 3 Gwardyjski Korpus Zmechanizowany |
|                                         |                      | 1 Korpus Zmechanizowany            |
|                                         |                      | 2 Korpus Zmechanizowany            |
| Posiłki z Frontu Południowo-Zachodniego |                      | 2 Korpus Pancerny                  |
| Posiłki ze Stawki                       |                      | 18 Korpus Pancerny                 |
| 5 Armia Lotnicza                        | Siergiej Goriunow    |                                    |

## Walki w powietrzu

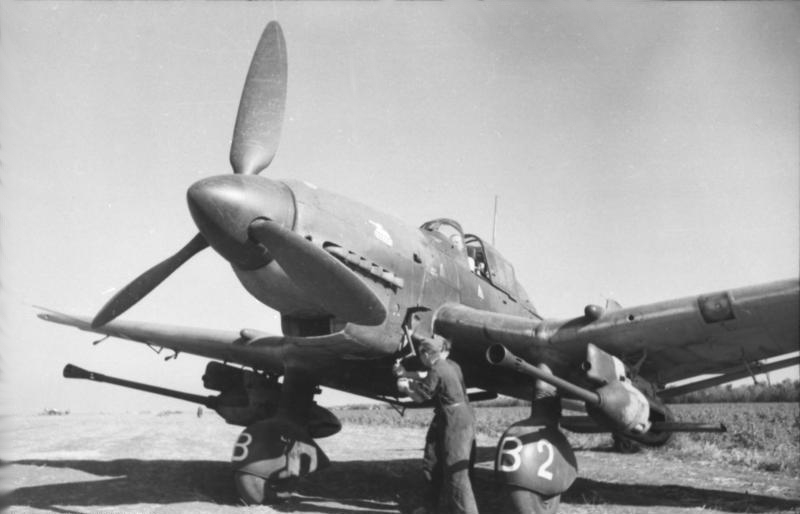
Junkers Ju 87 Stuka uzbrojony w działka przeciwpancerne kalibru 37 mm przeznaczone do zwalczania nieprzyjacielskich czołgów

Przez pierwsze dwa lata wojny na froncie wschodnim Luftwaffe dominowała na niebie Związku Radzieckiego. Od początku wojny na froncie wschodnim do bitwy w pobliżu Kurska niewiele się ona zmieniła w zakresie swojego wyposażenia. Do standardowego myśliwca Messerschmitt Bf 109 doszedł Focke-Wulf Fw 190, standardowymi średnimi bombowcami nadal pozostawały Heinkel He 111 i Junkers Ju 88, a bombowcem nurkującym Junkers Ju 87 Stuka. Po raz pierwszy pod Kurskiem pojawiła się wersja szturmowa Ju 87. Była to też operacja, w której Ju 87 został po raz ostatni wykorzystany w swojej pierwotnej roli bombowca nurkującego. Wersja szturmowa miała pod każdym skrzydłem jedno działko przeciwpancerne Bordkanone 37 kalibru 37 mm. Było ono bardzo skuteczne w zwalczaniu radzieckich czołgów. Pod Kurskiem zastosowano samoloty myśliwskie Focke-Wulf Fw 190 A-4 w roli samolotów myśliwsko-bombowych, a także samoloty szturmowe Henschel Hs 129, w szczególności ich wersje B2 i R2. Ta ostatnia wersja oprócz standardowego uzbrojenia (dwóch karabinów maszynowych kalibru 7,92 mm i dwóch działek kalibru 20 mm) miała też umieszczone w gondoli pod kadłubem działko MK 101 lub 103 kalibru 30 mm. Trafienie z tego działka w słabiej opancerzony tył czołgu, gdzie znajdował się silnik, nieopancerzoną ciężarówkę lub drewniany bunkier było zabójcze.
Samoloty szturmowe rozwijały stosunkowo małą prędkość i z tego powodu potrzebowały osłony myśliwskiej, aby móc wykonać swoje zadanie bez obawy o zaatakowanie przez radzieckie myśliwce. Zadanie eskortowania samolotów szturmowych przypadło Focke-Wulfom Fw 190 uzbrojonym w cztery działka kalibru 20 mm i dwa karabiny maszynowe kalibru 7,92 mm z przodu kadłuba, latającym z prędkością do 600 km/h (uzbrojenie i osiągi Bf 109 były podobne). Naloty z większych pułapów i z lotu poziomego należały do Heinkli He 111 i Junkersów Ju 88. Ponieważ działa przeciwlotnicze kalibru 88 mm były bardzo skuteczne w zwalczaniu broni pancernej, większość tych dział przydzielono do jednostek Wehrmachtu. Poważnie wpłynęło to na obronę przeciwlotniczą lotnisk, która została znacznie osłabiona. Luftwaffe przed bitwą pod Kurskiem górowała nad lotnictwem radzieckim pod kątem wyszkolenia i doświadczenia pilotów. W pierwszych miesiącach wojny Wojskowe Siły Powietrzne utraciły wielu dobrych i wyszkolonych pilotów, zarówno myśliwskich, jak i bombowych. Dzięki temu lotnictwo niemieckie odnosiło spore sukcesy w walkach nad frontem wschodnim w 1941 i 1942 roku. Luftwaffe zaczęła jednak odnosić straty od końca 1942 roku, co powodowało utratę wielu wyszkolonych i doświadczonych lotników.
Potężne straty zadane przez Luftwaffe Wojskowym Siłom Powietrznym w 1941 i 1942 roku zarówno w sprzęcie, jak i w ludziach, poważnie utrudniły skuteczne operowanie lotnictwa ZSRR w pierwszych dwóch latach wojny. Przez pierwsze dwa lata niebo nad ZSRR pozostawało pod niemal całkowitą kontrolą lotnictwa państw Osi. Jednak Armia Czerwona uczyła się na swoich błędach i nabierała doświadczenia bojowego, co spowodowało, że sytuacja uległa zmianie w 1943 roku. Od początku wojny niemiecko-radzieckiej do bitwy kurskiej lotnictwo radzieckie przeszło ewolucję od powolnych i przestarzałych I-15, I-16 oraz I-153 przez MiGi-1, MiGi-3, Jaki-1 i ŁaGGi-3 do nowoczesnych Ła-5 i Jaków-9. Ławoczkiny Ła-5FN dorównywały swoimi osiągami i uzbrojeniem Fw 190 A-4 i Bf 109 G-4. Jakowlewy Jak-9 równie dobrze sprawdzały się w walce z niemieckimi Fw 190 i Bf 109. W ramach dostaw sojuszniczych lotnictwo ZSRR otrzymało także samoloty konstrukcji amerykańskiej i brytyjskiej. Wśród nich znajdowały się słabsze i gorsze brytyjskie Hawker Hurricane oraz lepsze, nowocześniejsze i bardzo cenione przez lotników radzieckich amerykańskie Bell P-39 Airacobra. Airacobry były wyposażone w działko kalibru 37 mm umieszczone we wale śmigła. Tego rodzaju uzbrojenie zastosowano w samolotach typu ŁaGG-3 i Jak-9T. Lotnictwo szturmowe wyposażone było głównie w samoloty Iljuszyn Ił-2 „Szturmowik”. Był to samolot silnie uzbrojony i opancerzony, bardzo skuteczny w zwalczaniu oddziałów pancernych przeciwnika. W walkach pod Kurskiem samoloty te stosowały bomby przeciwpancerne i rakiety RS-82. Część Iłów-2 uzbrojona była w działka przeciwpancerne kalibru 37 mm.
Na tygodnie przed operacją Cytadela lotnictwo radzieckie przeprowadzało naloty nocne na szlaki komunikacyjne, głównie linie kolejowe na okupowanych terenach. Naloty te wykonywały głównie średnie bombowce Ił-4 i dostarczone przez Amerykanów B-25 Mitchell. Na przykład 3 maja 1943 roku 100 bombowców zbombardowało Mińsk, a później Homel, Briańsk i Orszę. Naloty tego rodzaju przeprowadzano jednocześnie z działaniami partyzantów także atakującymi linie kolejowe. Między 6 a 8 maja radzieckie lotnictwo przeprowadziło naloty na 17 lotnisk w obszarze operacyjnym pięciu frontów Armii Czerwonej (głównie frontów Centralnego i Woroneskiego). Naloty te wykonano za pomocą 112 bombowców, 156 „Szturmowików” i 166 myśliwców z sześciu armii lotniczych, głównie 16 i 2 Armii Lotniczej. Naloty tego typu kontynuowano przez dalsze dwa miesiące.

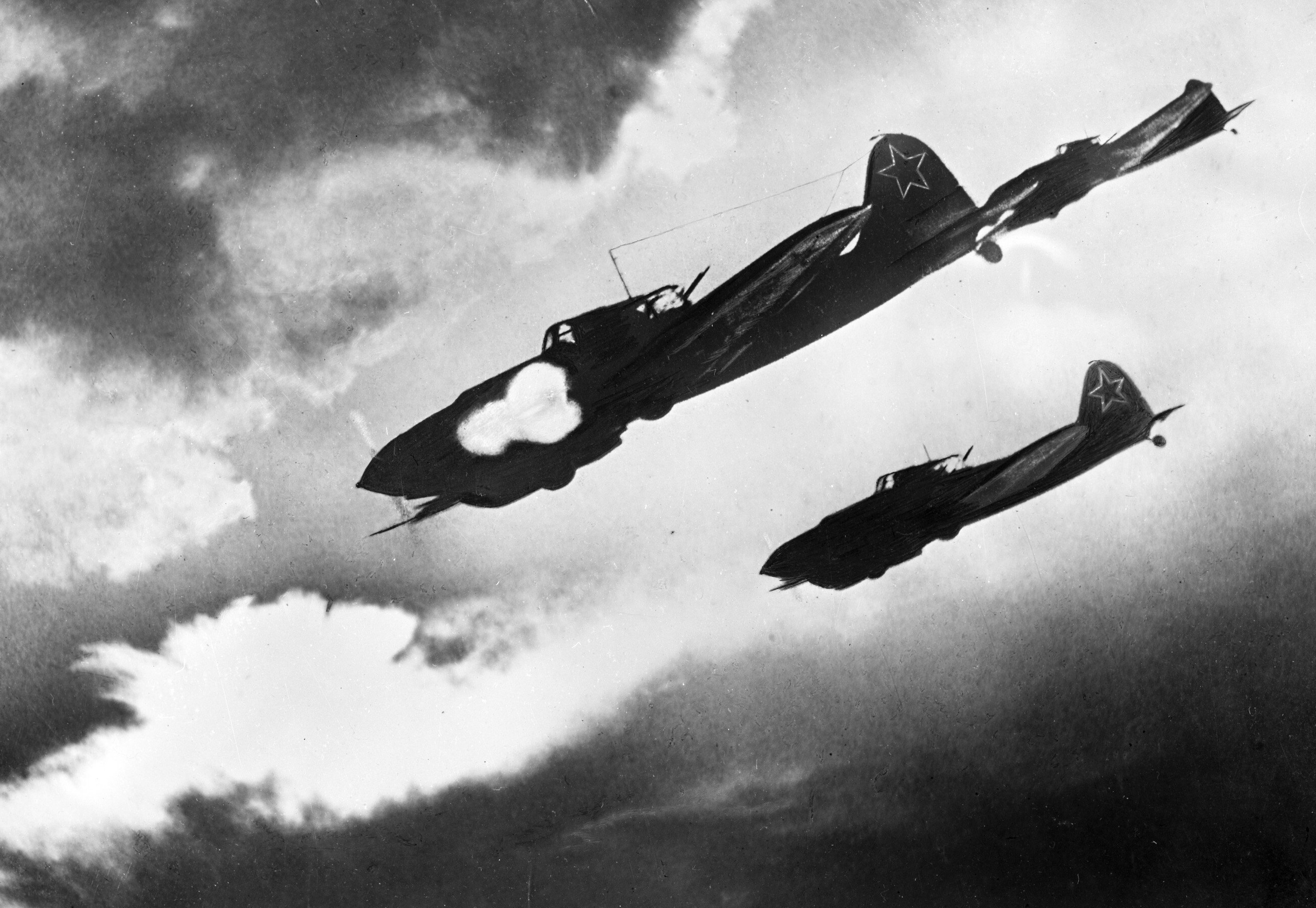
Radzieckie samoloty szturmowe Ił-2 atakują kolumnę niemieckich czołgów podczas bitwy pod Kurskiem

5 lipca rankiem na południowym odcinku wybrzuszenia kurskiego siły 2 i 17 Armii Lotniczej, liczące 132 „Szturmowiki” i 285 myśliwców, ruszyły do ataku na lotniska VIII Korpusu Lotniczego położone w rejonie Charkowa. Ich zadaniem było zniszczenie niemieckich samolotów zanim wystartują one do uderzenia na pozycje Frontu Woroneskiego. Samoloty 2 Armii Lotniczej startowały z lotnisk w rejonie Kurska i Obojania, a 17 Armii Lotniczej w rejonie Kupiańska. Znajdujący się w Charkowie radar „Freya” wykrył zbliżające się radzieckie samoloty. Niemcy natychmiast poderwali w powietrze myśliwce. Podczas zaciekłych walk powietrznych Luftwaffe zestrzeliła, według własnych szacunków, 120 radzieckich maszyn. Na północy tego dnia Luftwaffe zestrzeliła, też według własnych szacunków, 115 radzieckich samolotów. Kontratak niemieckich myśliwców w rannym ataku 5 lipca uniemożliwił radzieckiemu lotnictwu myśliwskiemu prowadzenie skutecznych działań obronnych i osłonę oddziałów lądowych w pierwszych dniach bitwy, w szczególności na odcinku 6 Gwardyjskiej Armii broniącej się na południowym skrzydle łuku kurskiego. Ataki Iłów-2 i Pe-2 na siły niemieckie w początkowych dniach bitwy bez osłony myśliwskiej i w małych grupach okazały się mało skuteczne.
Gen. Chudiakow, szef sztabu marsz. Nowikowa, rozkazał w takiej sytuacji „Szturmowikom” latać w większych formacjach, co ułatwiało ich eskortowanie przez myśliwce. „Szturmowikom” nakazał wykonywać ataki z lotu nurkowego z pułapu 1000 m pod kątem 30–40° i wystrzeliwanie rakiet lub zrzucanie bomb w odległości 200–300 m od celu. Następnie miały wykonać kolejne przeloty przy jednoczesnym ostrzeliwaniu celu z działek i karabinów maszynowych. 8 lipca gen. Chudiakow meldował o zwiększonej skuteczności ataków „Szturmowików” dzięki zastosowaniu jego taktyki. Od 7 lipca walcząca na północy 16 Armia Lotnicza otrząsnęła się po początkowych stratach i zaczęła zadawać Luftwaffe poważne ciosy. Niemcy, pomimo że w ograniczonych rejonach wciąż mieli przewagę w powietrzu, nie byli w stanie jej utrzymać na dalszą metę. Pod koniec ofensywy na północy panowanie w powietrzu przeszło całkowicie w ręce lotnictwa radzieckiego. Na południowym skrzydle wybrzuszenia kurskiego sytuacja wyglądała identycznie. Do 11 lipca Luftwaffe była w stanie wspierać tylko II Korpus Pancerny SS w jego natarciu na Prochorowkę. Po raz pierwszy w wojnie niemiecko-radzieckiej lotnictwo radzieckie odzyskało kontrolę nad własnym niebem i uzyskało przewagę nad Luftwaffe, którą utrzymało do końca wojny.

## Wstępne działania
2 lipca dowództwa frontów otrzymały od Stawki telegramy informujące, że natarcie nastąpi między trzecim a szóstym dniem tego miesiąca. W nocy 4 lipca na północnym skrzydle łuku kurskiego na stronę Sowietów przeszedł Słowak walczący dotąd w Wehrmachcie. Zeznał on, że natarcie rozpocznie się rankiem następnego dnia. W nocy z 4 na 5 lipca niemieccy saperzy zaczęli otwierać przejścia w zaporach. Jeden z nich został wzięty do niewoli. Wyjawił on godzinę ataku (atak miał rozpocząć się o godz. 3.00 w nocy). Wobec uchylenia się marszałka Gieorgija Żukowa od decyzji o wydaniu rozkazu o przeprowadzeniu ostrzału artyleryjskiego i rakietowego pozycji niemieckich pół godziny przed planowanym atakiem, rozkaz o ostrzale na własną odpowiedzialność wydał dowodzący Frontem Centralnym generał armii Konstanty Rokossowski. O godz. 2.20 część artylerii 13 i 48 Armii przez 30 minut ostrzeliwała pozycje wroga. Ostrzał radziecki spowodował duże zamieszanie w szeregach niemieckich i opóźnił natarcie o kilka godzin. O godzinie 5.00 ostrzał powtórzono. Jednocześnie lotnictwo frontów Woroneskiego i Południowo-Zachodniego próbowało zniszczyć siły powietrzne Grupy Armii „Południe” na lotniskach, jednak uderzenie zakończyło się porażką. Niemieckie myśliwce spowodowały wśród atakujących duże straty.
Na południu operacja Cytadela została poprzedzona działaniami, które określa się rozpoznaniem walką. 4 lipca o godz. 16.00 z rejonu Tomarowki, przy wsparciu lotnictwa i artylerii, na pozycje Frontu Woroneskiego ruszyła w kierunku północnym dywizja piechoty wsparta przez 100 czołgów. Walki między oddziałami osłonowymi frontu a grupą rozpoznawczą trwały do nocy. Wzięci przy okazji jeńcy i dezerterzy wyjawili, że następnego dnia o godz. 2.30 nastąpi główne natarcie. Pierwszy 5-minutowy ostrzał artyleryjski przeprowadziły wojska Frontu Woroneskiego już 4 lipca o godz. 22.30. Celem były rozpoznane w ciągu dnia pozycje niemieckiej artylerii. O godz. 3.00 następnego dnia powtórzono ostrzał, ale na wielką skalę.

## Ofensywa na skrzydle północnym

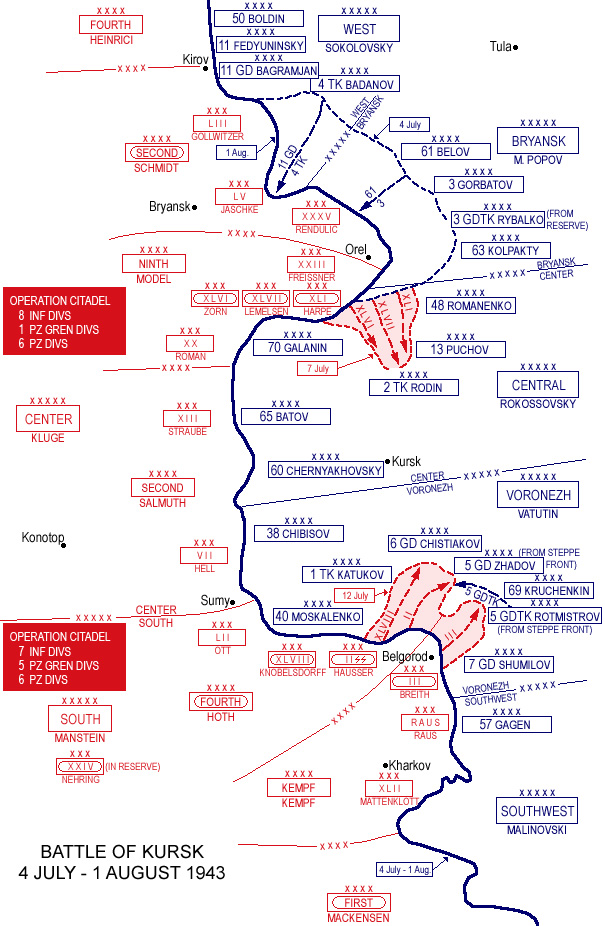
Niemieckie postępy podczas bitwy pod Kurskiem

Po bombardowaniach artyleryjskich i atakach radzieckiego lotnictwa o godz. 5.30 5 lipca do natarcia ruszyły oddziały niemieckiej 9 Armii. Celem pierwszego ataku wojsk niemieckich w pasie radzieckiej 13 Armii był rejon Małoarchangielska, jednak atak zakończył się porażką. Piechotę zatrzymał ogień artylerii, a pojazdy pancerne nie mogły pokonać pól minowych. W tej sytuacji Niemcy zmienili kierunek natarcia i następny atak był już skierowany na lewe skrzydło tej armii, gdzie udało się im zająć Podoljań. Sukces okupiono jednak stratą kilkudziesięciu pojazdów pancernych. W nocy niemieckie oddziały ponownie ostrzelała radziecka artyleria. 6 lipca ruszył na rozkaz naczelnego dowództwa radziecki kontratak w sile dwóch korpusów pancernych (16 i 19), jednego korpusu strzeleckiego i trzech dywizji strzeleckich. 16 Korpus Pancerny, wsparty przez piechotę, atakował na froncie o szerokości 34 km. Początkowo udało się nieznacznie odeprzeć Niemców, ale zmasowany ogień okopanych czołgów i dział szturmowych zatrzymał atak i zadał znaczne straty. 107 Brygada Pancerna straciła 90% czołgów. 19 Korpus Pancerny do południa nie zdążył wejść do akcji i kontratak nie miał wystarczającej mocy. Niemcy wykorzystali sytuację i natychmiast uderzyli w kierunku Olchowatki. Położona na wzgórzach była dobrym punktem zarówno do prowadzenia działań obronnych (z perspektywy strony radzieckiej), jak i do kontynuowania działań ofensywnych (z perspektywy strony niemieckiej). W natarciu na Olchowatkę brało udział 170–230 czołgów i dział szturmowych. Obrona radziecka odparła jednak niemieckie uderzenie. Nieco później na niemieckie skrzydło uderzył 19 Korpus Pancerny, ale nie odniósł sukcesu, poniósł natomiast duże straty.
Następnego dnia celem niemieckiego ataku stała się wieś Ponyry, przez którą przechodziła linia kolejowa Kursk – Orzeł. XLVII Korpus Pancerny gen. Joachima Lemelsena przeprowadził natarcie na Ponyry. Chociaż szerokość pasa natarcia nie przekraczała 12 km, udział w walce po obu stronach wzięło prawie 1 tys. czołgów. Rano do ataku na Ponyry ruszyło 40 czołgów PzKpfw IV. Pół godziny po nich zaatakował batalion Tygrysów. Obrona odparła pięć ataków, ale o godz. 10.00 w rejonie osiedla Ponyry 2 została przerwana. Natychmiastowy kontratak pozwolił odzyskać utracone pozycje. Niemcy zmienili kierunek ataku i przed godz. 15.00 zdołali zbliżyć się do osiedla, ale nie zdołali go zająć. Do wieczora, pomimo wielokrotnie ponawianych ataków, wojska niemieckie przesunęły się zaledwie o 2 km, jednak kosztem sporych strat w ludziach i sprzęcie pancernym. Rankiem 8 lipca do ataku ruszyło 25 czołgów średnich, 15 Tygrysów i 20 Ferdinandów. Natarcie załamało się po stracie 22 czołgów, w tym 5 Tygrysów. Ponowiono je po południu, także bezskutecznie, tracąc przy tym 16 czołgów i 4 działa szturmowe. 9 lipca Niemcy utworzyli grupę szturmową złożoną z 40 lub 45 Tygrysów, batalionu Ferdinandów i dwóch dywizjonów dział szturmowych kalibru 75, 105 i 150 mm. Za nią poruszały się czołgi średnie i piechota na transporterach. W ciągu dwóch godzin grupa ta przebiła się przez pozycje radzieckie koło sowchozu „1 Maja” i ruszyła w kierunku osady Goriełoje. Obrona wokół niej przepuściła niemieckie czołgi i działa szturmowe, które dostały się w przygotowaną przez artylerię zasadzkę. Dodatkowo w tym rejonie znajdowały się rozległe pola minowe. Następnego dnia Niemcy ponowili atak, ale znowu zostali zatrzymani przez ciężką artylerię, tracąc 7 czołgów i 2 działa szturmowe. Po 10 lipca Niemcy dali za wygraną.
Sowieci, umiejętnie manewrując odwodami przerzucanymi ze spokojniejszych odcinków frontu, wzmacniali swoją obronę na kluczowych dla siebie kierunkach: w rejonie Olchowatki oraz wsi Ponyry. Tymczasem gen. Model obawiał się zużyć przedwcześnie swoje niezbyt liczne odwody, licząc się z niebezpieczeństwem operacji zaczepnej przeciwnika w rejonie Orła. W dodatku od 11 lipca radzieckie lotnictwo zaczęło zdobywać panowanie w powietrzu, przez co niemieckie ataki pancerne były jeszcze bardziej utrudnione.

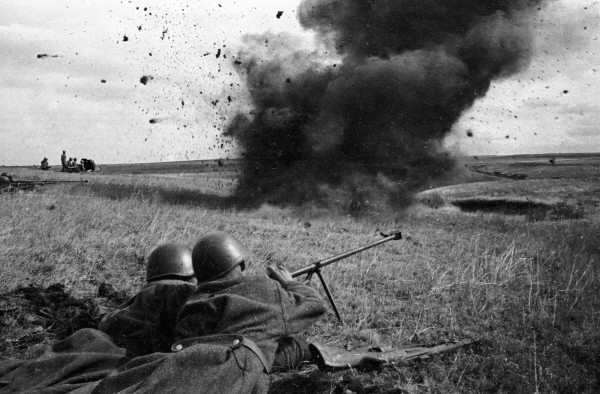
Radzieccy żołnierze obsługujący rusznicę przeciwpancerną

Trzecim rejonem natarcia wojsk gen. Modela był odcinek Kutyrki – Tiepłoje w pasie obrony radzieckiej 70 Armii. Na odcinku tej armii nie prowadzono walk na tak wielką skalę, ale były one nie mniej zawzięte. Toczyły się głównie w rejonie osady Kutyrki, bronionej przez 3 Brygadę Pancerną. 6 i 7 lipca brygada ta odparła wiele ataków, unieszkodliwiając 47 czołgów. Dopiero 8 lipca Niemcom udało się przejąć inicjatywę. O godz. 8.30 duża grupa piechoty na transporterach, wspierana przez 70 czołgów i dział szturmowych, doszła do osiedla Samodurowka i przy wsparciu lotnictwa szturmowego ruszyła w kierunku Tiepłoje – Mołotyczy. Ta druga miejscowość, położona na wzgórzach podobnie jak Olchowatka, stanowiła dogodny punkt wyjściowy dla ataków w głąb pozycji nieprzyjaciela. Do godz. 11.30 3 Brygada Pancerna, jednocześnie atakowana przez Luftwaffe, powstrzymała marsz tej grupy, ale o godz. 12.30 obrona, która poniosła wielkie straty, nie wytrzymała i Niemcy zajęli osady Kaszara, Kutyrki, Pogorielcy i Samodurowka. Tiepłoje pozostało jednak w rękach Armii Czerwonej, dzięki czemu niemieckie natarcie osiągnęło jedynie połowiczny sukces.
10 lipca z odwodu Grupy Armii „Środek” do dyspozycji gen. Modela oddano 12 Dywizję Pancerną i 36 Dywizję Zmotoryzowaną. W sumie siłami sześciu dywizji pancernych, dwóch zmotoryzowanych i trzech piechoty Niemcy chcieli ostatecznie przełamać opór Armii Czerwonej we wspomnianym rejonie. Jednak dowództwo Frontu Centralnego, wiedząc o tych planach, wzmocniło obronę w rejonie Ponyry – Olchowatka – Mołotyczy nowymi oddziałami czołgów, artylerii i saperów. Na tym odcinku Niemcy ponownie ruszyli 11 lipca. Na ziemi napotkali nie tylko opór mocno osłabionej 3 Brygady Pancernej. Na front przybyły 1 Brygada Pancerna i dwa dywizjony artylerii przeciwlotniczej. Jednocześnie pojawiło się radzieckie lotnictwo. Bombowce nurkujące Pe-2 poważnie utrudniły przeprowadzenie ataku. Po zakończeniu walk na polu o wymiarach 2 × 3 km znaleziono 74 niemieckie wozy bojowe, w tym 4 Tygrysy i 2 Ferdinandy. Dalszych ataków już nie prowadzono, z obawy przed radzieckim kontrnatarciem w rejonie Orła.
Całotygodniowe ataki 9 Armii gen. Modela, próbującej w różnych miejscach dokonać przełomu w obronie radzieckiej, nie przyniosły rezultatów. Niemcy posunęli się jedynie na głębokość 10–12 km. Ten niewiele dający rezultat okupili stratą 42 tys. żołnierzy i ok. 500 czołgów. 12 lipca Armia Czerwona przystąpiła do kontrofensywy na północnym skrzydle łuku kurskiego, mającej na celu zlikwidowanie występu orłowskiego i wyzwolenie Orla.

## Ofensywa na skrzydle południowym

Mapa niemieckiej ofensywy na południowym skrzydle łuku kurskiego

Zgodnie z założeniami operacji Cytadela równocześnie z atakami 9 Armii gen. Modela na północy miało nastąpić od południa natarcie wykonane siłami 4 Armii Pancernej gen. Hotha wspieranej przez Grupę Operacyjną „Kempf” gen. Wernera Kempfa. Teren walk na południu różnił się od rejonu operacyjnego wojsk gen. Modela, był bowiem dogodniejszy dla użycia czołgów. Stąd też wspomniane oddziały niemieckie generałów Hotha i Kempfa dysponowały silniejszymi oddziałami pancernymi niż wojska nacierające na północy.
Po nocnych bombardowaniach radzieckiej artylerii i lotnictwa o godz. 6.00 rano 5 lipca Niemcy rozpoczęli swoje natarcie. W pierwszym rzucie miały uderzać dwa korpusy pancerne (XLVIII Korpus Pancerny gen. Otto von Knobelsdorffa i II Korpus Pancerny SS Obergruppenführera Paula Haussera) z armii gen. Hotha, na lewym skrzydle zabezpieczane przez LII Korpus Armijny, a na prawym przez Grupę Operacyjną „Kempf”. Główne uderzenie było wymierzone w pas obrony 6 Gwardyjskiej Armii i przebiegało wzdłuż drogi Biełgorod – Obojań.
Formacje pancerne gen. Hotha nacierały dwoma klinami, atakując na odcinkach Nowa Gorianka – Butowo i Strieleckoje – Jeriki. W wyniku ponawianych wielokrotnie ataków na pierwszym z tych odcinków Niemcy zdołali przełamać radziecką obronę na głębokości 5 km w pasie szerokości 11 km. Również drugi kierunek natarcia przyniósł sukces, ponieważ tam udało się im włamać wąskim klinem na 8–10 km w głąb obrony przeciwnika. Skuteczność tego ataku (podobnie jak w czasie całej bitwy kurskiej) osłabiały radzieckie pola minowe, na których stawały niemieckie czołgi. Niemieckie uderzenie wspierały samoloty szturmowe i bombowce nurkujące, jednak z każdym dniem bitwy radzieckie lotnictwo coraz wyraźniej zyskiwało przewagę w powietrzu.
Napór nieprzyjaciela zmusił oddziały radzieckiej 6 Gwardyjskiej Armii do wycofania się na drugą linię obrony. W celu ratowania sytuacji na linię frontu wysłano dwa pułki artylerii przeciwpancernej, a jednocześnie 6 Korpus Pancerny z rejonu Bierezowki miał uderzyć na czołgi niemieckie. Atak niemiecki był głównie powstrzymywany przez artylerię. Na jednym z odcinków artylerzyści, którzy powstrzymywali Niemców, stracili 70% stanu osobowego, na innym – 50% stanu osobowego i 30% sprzętu. Na skutek ognia artylerii przeciwpancernej Niemcy stracili 13 czołgów, w tym 3 Tygrysy.

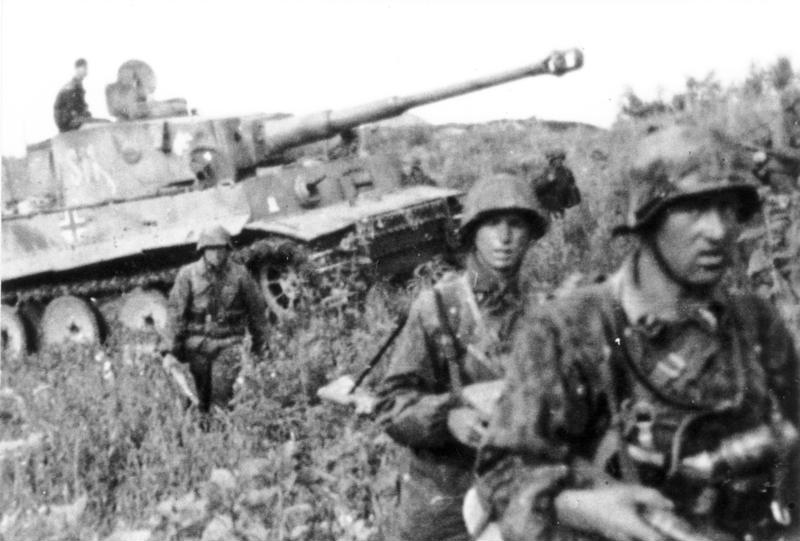
Żołnierze 2 Dywizji Pancernej SS „Das Reich” z czołgiem PzKpfw VI Tiger

Na 6 lipca dowodzący Frontem Woroneskim gen. Nikołaj Watutin szykował potężne przeciwuderzenie wszystkimi siłami pancernymi, którymi dysponował. Powinno ono doprowadzić do rozstrzygnięcia bitwy. Sowieci liczyli na rozbicie nacierających oddziałów 4 Armii Pancernej, to zaś miało powstrzymać Grupę Operacyjną „Kempf” uderzającą na południe od dywizji gen. Hotha. W nocy z 5 na 6 lipca siły 6 Gwardyjskiej Armii zostały mocno wzmocnione przez dwa korpusy pancerne 1 Armii Pancernej. Dodatkowo na jej skrzydłach rozmieszczono 2 i 5 Gwardyjski Korpus Pancerny. Rankiem 3 Korpus Zmechanizowany i 6 Korpus Pancerny 1 Armii Pancernej zajęły pozycje pod miastem Obojań. Także Niemcy liczyli na to, że kolejne silne natarcie wykonane tego samego dnia złamie obronę wroga, która powinna być już mocno nadszarpnięta. Musieli śpieszyć się, byli bowiem świadomi, że przeciwnik spodziewa się nadejścia posiłków, których ruch wykryło niemieckie rozpoznanie.
Gen. Hoth miał zamiar uderzać wszystkimi dywizjami pancernymi, włączając do działań pozostające dotąd w odwodzie 3 Dywizję Pancerną i 2 Dywizję Pancerną SS „Das Reich”. Potężny klin pancerny uderzający z rejonu Krasnyj Poczinok – Czerkasskoje powinien doprowadzić do przełamania radzieckiej obrony, a w rezultacie do okrążenia sił przeciwnika broniących się na zachód od rzeki Worskła.
Pierwsi zaatakowali Niemcy, czym zniweczyli taki sam zamiar drugiej strony. O godz. 3.45 6 lipca ruszyły pododdziały 3 Dywizji Pancernej SS „Totenkopf”. Wieś Jeriki, pierwszy cel ataku, padła pomimo zażartej obrony. Do końca tego dnia grenadierzy pancerni zdobyli kilka kilometrów terenu, mimo że przez cały czas musieli odpierać kontrataki 2 Gwardyjskiego Korpusu Pancernego. Sytuację dywizji SS „Totenkopf” pogorszył sukces sąsiedniej dywizji SS „Das Reich”, która włamawszy się głęboko w pozycje radzieckie zmusiła ją do obrony znacznie wydłużonego frontu.

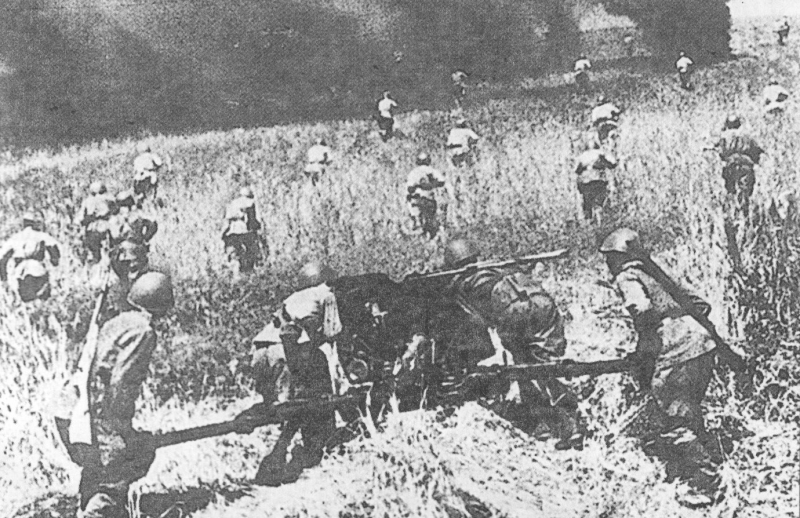
Radziecka piechota razem z działem artyleryjskim rusza do kontrataku na pozycje niemieckie

Do walki na kierunku obojańskim ruszyły czołgi i piechota z 1 Armii Pancernej gen. Michaiła Katukowa. Niemcy, mając znaczną przewagę skutecznego zasięgu swoich dział czołgowych, natarcie Rosjan przyjęli ze spokojem. Czołgi Katukowa ponosiły tak duże straty, że generał poprosił Stalina o zgodę na przejście do obrony. Jednocześnie gen. Watutin rozkazał dowódcy 7 Gwardyjskiej Armii wykonanie natarcia na wojska Grupy Operacyjnej „Kempf” rozlokowane na niedawno zdobytym przyczółku na wschodnim brzegu rzeki Doniec. Na razie jednak to wojska gen. Kempfa kontynuowały atak. 19 Dywizja Pancerna, osłaniana na skrzydłach przez 6 i 7 Dywizję Pancerną, uderzała w kierunku północno-wschodnim. Dopiero przysłanie posiłków w postaci silnych jednostek artylerii przeciwpancernej zatrzymało to natarcie.
Na lewym skrzydle nacierający dotąd z uporem XLVIII Korpus Pancerny, wspierany przez część LII Korpusu Armijnego, został zatrzymany na linii rzeki Piena (lewy dopływ rzeki Psioł). Nie powiodły się także ataki na radziecką obronę na odcinku Rakowo – Luchanino. W tej sytuacji dowódca XLVIII Korpusu Pancernego gen. von Knobelsdorff próbował szukać powodzenia na kierunku wschodnim, uderzając na Dmitrijewkę i Olchowkę. Wprawdzie udało mu się zmusić radziecką obronę do odwrotu, ale niedługo niemieckie natarcie utknęło i tu.
Podobnie sytuacja wyglądała w pasie natarcia II Korpusu Pancernego SS. Oddziały 1 Dywizji Pancernej SS „Leibstandarte Adolf Hitler” i 167 Dywizji Piechoty toczyły uporczywe walki o wieś Jakowlewo, bronioną zaciekle przez 51 Gwardyjską Dywizję Strzelecką, wspieraną przez jedną, a później dwie brygady pancerne. Niemcy, nie mogąc sobie z nimi poradzić, próbowali znaleźć słabe punkty obrony radzieckiej w innym miejscu. Zaatakowali na północny wschód od tej wsi, w kierunku na Łuczki, których broniły oddziały 5 Gwardyjskiego Korpusu Pancernego. Po zdobyciu tej wsi Niemcy zagrozili prawemu skrzydłu wspomnianego korpusu, który obawiając się okrążenia, wycofał się na drugą linię obrony. Był to jednak połowiczny sukces niemieckiego natarcia w sytuacji pozostawiania w tyle XLVIII Korpusu Pancernego i związków uderzeniowych gen. Kempfa.

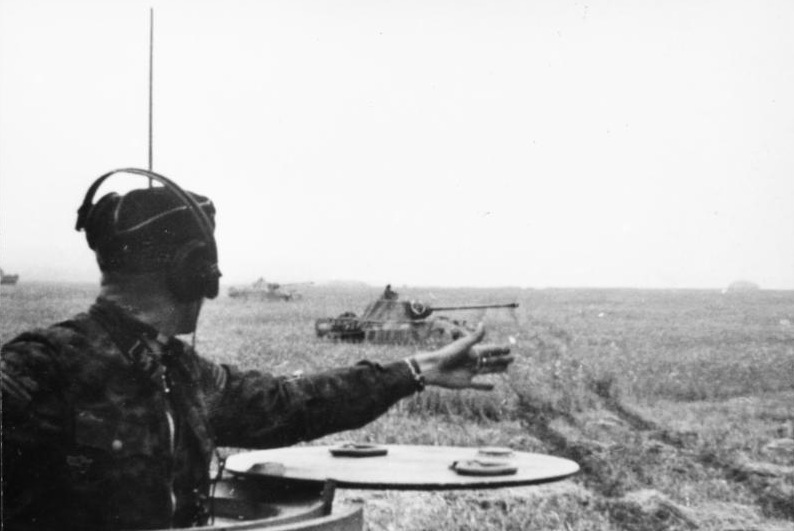
Niemiecki oficer wydaje rozkaz czołgom PzKpfw V Panther do ruszenia do ataku

Dowódca Frontu Woroneskiego gen. Nikołaj Watutin, zagrożony przez niemieckie ataki, otrzymał wsparcie z innych frontów: 5 Gwardyjską Armię Pancerną gen. Pawła Rotmistrowa i dwa korpusy pancerne (2 i 10), które skierowano w rejon Prochorowki.
Dzięki sukcesom II Korpusu Pancernego SS, który włamał się w drugą linię obrony radzieckiej Niemcy sądzili, że ich ofensywa zaczyna przynosić rezultaty. W tym momencie dowództwo 4 Armii Pancernej stanęło przed dylematem: obejść i okrążyć pozycje 6 Gwardyjskiej Armii i 1 Armii Pancernej (jak sugerowali gen. Hothowi oficerowie jego sztabu) czy też kontynuować natarcie w kierunku Prochorowki (II Korpus Pancerny SS) i rzeki Psioł (XLVIII Korpus Pancerny). Gen. Hoth wybrał to drugie rozwiązanie. Do wieczora 6 lipca oddziały niemieckie zajęły Aleksejewkę, Luchanino, Olchowkę i Tririecznoje, ale ich marsz na Obojań został zatrzymany. 7 lipca XLVIII Korpus Pancerny uderzył na wojska 3 Korpusu Zmechanizowanego w rejonie Wierchopieni, jednak nie odniósł powodzenia. Także następnego dnia jego ataki nie przyniosły oczekiwanego rezultatu. Dopiero 9 lipca Wierchopienie zostało zdobyte przez Niemców, a wyczerpane oddziały radzieckie wycofały się na swoją drugą linię obrony. Atak w kierunku Obojania był kontynuowany 9 lipca. Przy wsparciu lotnictwa niemieckie oddziały zdołały się przesunąć o 6 km, ale dalszy marsz uniemożliwiły im strzelające na wprost działa przeciwlotnicze i okopane czołgi. Ponieważ przełamanie frontu było niemożliwe bezpośrednio w kierunku na Obojań, powstał pomysł obejścia najsilniej bronionych punktów i wykonania ataku oskrzydlającego w kierunku Prochorowki.

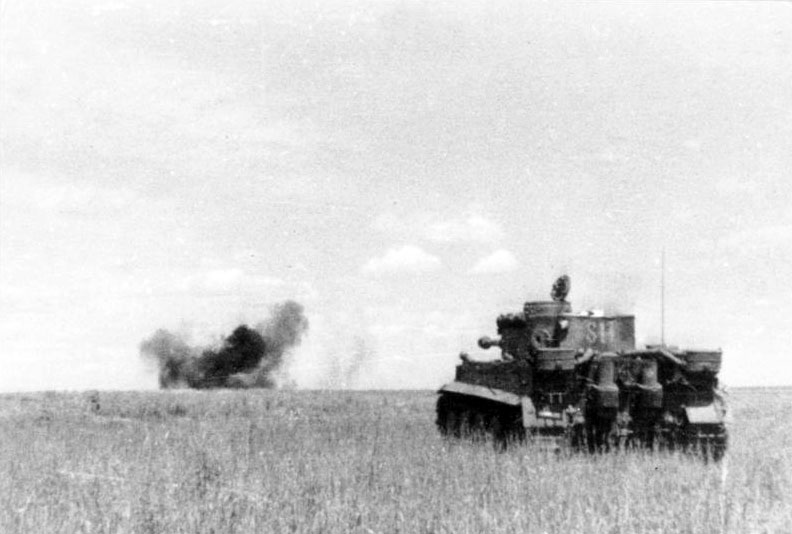
PzKpfw VI Tiger otwiera ogień do nieprzyjacielskiego czołgu

10 lipca 1943 roku Hitler otrzymał wiadomość o lądowaniu aliantów na Sycylii. Nie wpłynęła ona na decyzje dotyczące operacji Cytadela. Zdaniem Hitlera powinna być ona kontynuowana. Następnego dnia dowódca Grupy Armii „Południe” feldmarsz. Erich von Manstein spotkał się z dowódcami swoich ugrupowań uderzeniowych, generałami Hothem i Kempfem. Pierwszy z nich zameldował o rozbiciu głównych sił radzieckich, które nie powinny już stanowić zagrożenia jakimikolwiek akcjami zaczepnymi, drugi zaś – przeciwnie, meldował o własnych stratach, zwłaszcza tych, które poniósł III Korpus Pancerny. Mimo to był zdania, że jego siły są zdolne do prowadzenia natarcia.
Głównym zmartwieniem Mansteina i Hotha było powolne natarcie Grupy Operacyjnej „Kempf”, która nie mogła osłaniać prawej flanki II Korpusu Pancernego SS w zbliżającym się ataku na Prochorowkę po tym, jak Niemcy zmienili swój kierunek ataku z Obojania na Prochorowkę. W nocy 11 lipca oddziały 6 Dywizji Pancernej z III Korpusu Pancernego Grupy Operacyjnej „Kempf” uchwyciły przyczółek na prawym brzegu Dońca. Zaraz potem na przyczółku znalazła się reszta jednostek III Korpusu Pancernego. Groziło to oskrzydleniem 5 Gwardyjskiej Armii Pancernej, a także 48 Korpusu Strzeleckiego z 69 Armii. Przełamanie radzieckich linii w rejonie Prochorowki wydawało się być na wyciągnięcie ręki.

### Bitwa pod Prochorowką

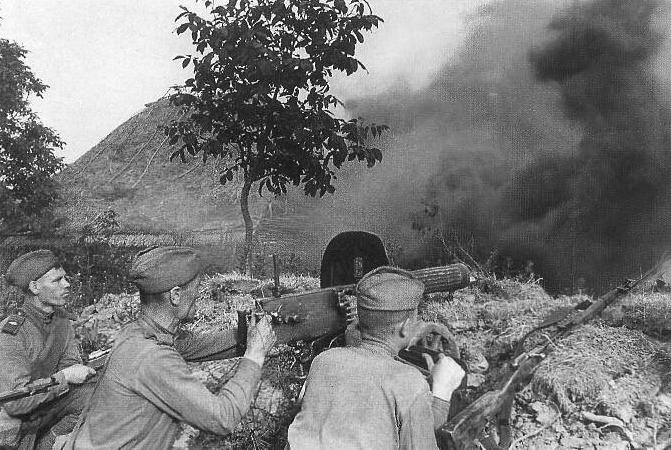
Radziecki karabin maszynowy w akcji

11 lipca oddziały II Korpusu Pancernego SS przeprowadziły uderzenia w kierunku Prochorowki, odnosząc na niektórych odcinkach sukcesy. Korpus podczas walk 11 lipca zajął pozycje wyjściowe do ataku 12 lipca, który miał złamać radzieckie linie obronne, zająć Prochorowkę i tym samym otworzyć przed Niemcami sporą przestrzeń operacyjną do bezpośredniego uderzenia na Kursk. W nocy z 11 na 12 lipca 5 Gwardyjska Armia Pancerna zaczęła zajmować swoje pozycje w rejonie Prochorowki. Według planów dowództwa Frontu Woroneskiego rano 12 lipca miała ona rozpocząć kontrofensywę i odrzucić wojska niemieckie. Działania ofensywne II Korpusu Pancernego SS 11 lipca zmusiły gen. Rotmistrowa do zmiany dyslokacji swoich oddziałów. 18 Korpus Pancerny zajął nowe pozycje między rzeką Psioł a Prochorowką, 29 Korpus Pancerny po obu stronach linii kolejowej biegnącej przez Prochorowkę, a 2 Gwardyjski Korpus Pancerny na południe od niej. W drodze był jeszcze 5 Gwardyjski Korpus Zmechanizowany, który miał dotrzeć do rejonu walk po południu 12 lipca.

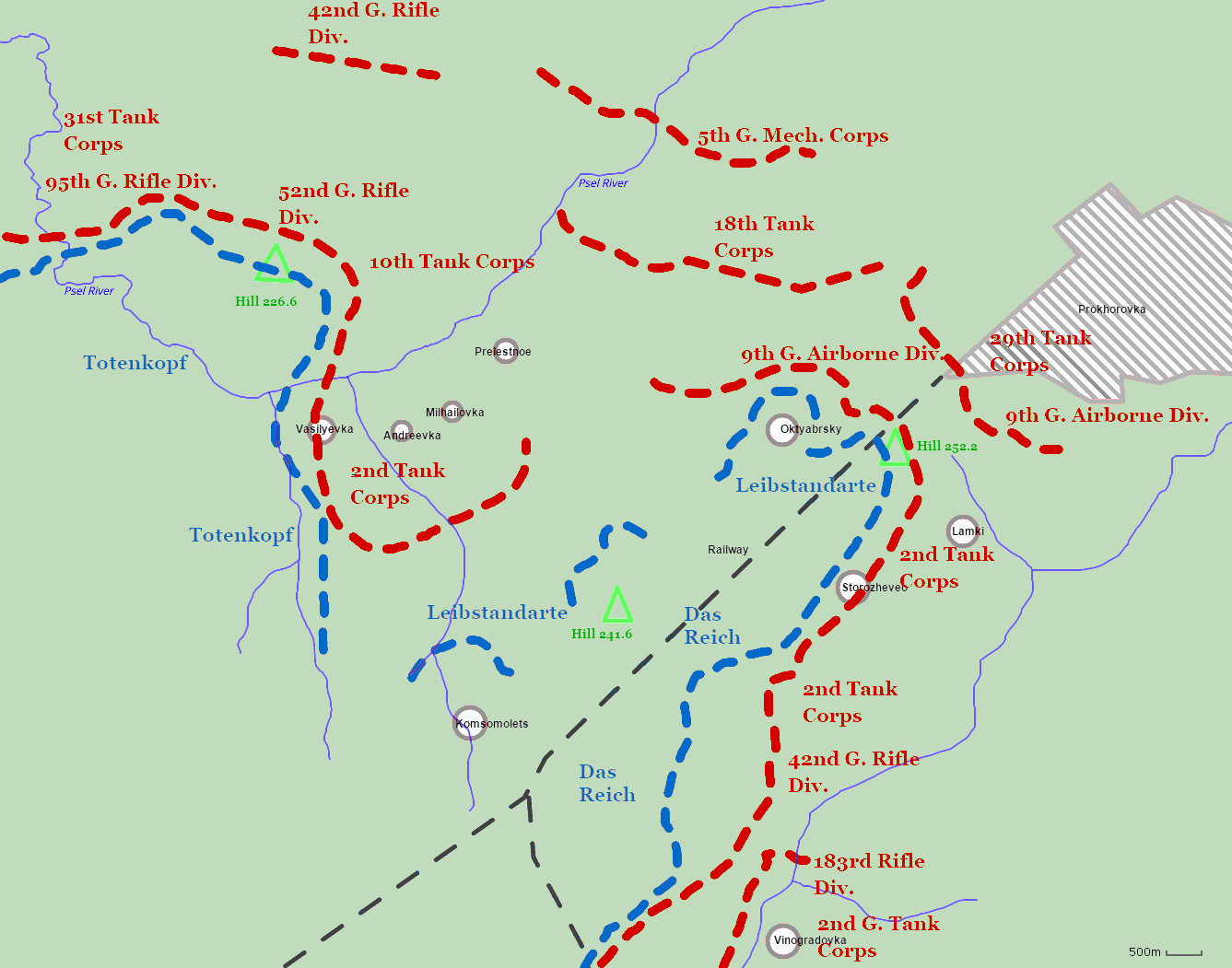
Lokalizacja jednostek radzieckich i niemieckich w rejonie Prochorowki tuż przed bitwą w nocy 11 lipca

O godz. 8.00 rano 12 lipca artyleria oddziałów radzieckich otworzyła ogień. Wkrótce po tym do ataku ruszyły siły 5 Gwardyjskiej Armii Pancernej. Czołgi 18 Korpusu Pancernego nacierały z maksymalną prędkością, by skrócić dystans między nimi a niemieckimi czołgami, ponieważ zasięg ich armat był mniejszy. Około godz. 18.00, po ciężkich i krwawych walkach, atak 18 Korpusu Pancernego został powstrzymany przez dywizję SS „Leibstandarte Adolf Hitler” i ów korpus musiał przejść do obrony. Natarcie 2 Gwardyjskiego Korpusu Pancernego też się załamało po natarciu flankowym dywizji SS „Das Reich”. Takie same były losy 2 Korpusu Pancernego. 29 Korpus Pancerny toczył zażarte walki o wzgórze 252,5 z dywizją SS „Leibstandarte Adolf Hitler”. Wsparła ją dywizja SS „Totenkopf”, co zmusiło 29 Korpus Pancerny do przejścia do obrony.
Pomimo tego, że Niemcom udało się odeprzeć radzieckie kontruderzenie, ich własny atak tak samo nie odniósł większych sukcesów. Z tego powodu w południe 12 lipca dowództwo niemieckie postanowiło zmienić kierunek ataku. Zamiast ataków frontalnych oddziały niemieckie miały sforsować rzekę Psioł i nacierać następnie na północ od Prochorowki, by uderzyć na tyły 5 Gwardyjskiej Armii Pancernej. Wyznaczona do tego zadania dywizja SS „Totenkopf” zajęła wzgórze 226,6, jednak dalsze natarcie zostało powstrzymane przez siły Armii Czerwonej.
Bitwa pod Prochorowką przeszła do historii jako największa bitwa pancerna II wojny światowej. Żadna ze stron nie osiągnęła swoich celów. Radziecki kontratak został powstrzymany, a Sowieci zmuszeni do przejścia do obrony. Niemieckie uderzenie jednak nie przełamało radzieckich linii obronnych, a ich możliwości ofensywne zostały wyczerpane. Trzy tygodnie po bitwie, 3 sierpnia, Sowieci przeszli do generalnej kontrofensywy na południowym skrzydle łuku kurskiego.

## Decyzja o przerwaniu operacji Cytadela
13 lipca feldmarszałkowie Erich von Manstein, dowódca Grupy Armii „Południe, i Günther von Kluge, dowódca Grupy Armii „Środek”, przybyli na spotkanie z Hitlerem w Wilczym Szańcu w Prusach Wschodnich. Na spotkaniu Hitler oznajmił, że podjął decyzję o przerwaniu operacji Cytadela. Na jego decyzję wpłynęło kilka czynników. Sytuacja w rejonie wybrzuszenia orłowskiego stawała się coraz gorsza. Radziecka kontrofensywa w tym miejscu, rozpoczęta dzień wcześniej, mogła doprowadzić do zniszczenia wojsk niemieckich wokół Orła. Sytuacja na południowej flance Grupy Armii „Południe” wyglądała niepokojąco. Nad Dońcem, na południe od Charkowa, Sowieci zgromadzili olbrzymie siły naprzeciw 1 Armii Pancernej i 6 Armii wchodzących w skład tej grupy armii, co powodowało spore zagrożenie dla wojsk niemieckich atakujących wybrzuszenie kurskie od południa. Dodatkowo straty niemieckie podczas operacji Cytadela urosły do zbyt dużych rozmiarów. Między 5 a 12 lipca walcząca na północy 9 Armia straciła 20 000 żołnierzy. Niemcy nie mieli odpowiednio dużych odwodów, by uzupełnić swoje straty i wysłać posiłki do powstrzymania radzieckich kontrataków w rejonie Orła i Prochorowki. Na koniec pozostawała kwestia alianckiej inwazji na Sycylię rozpoczętej 10 lipca. Armia włoska nie była w stanie powstrzymać wojsk alianckich. Z tego powodu w rejon ten Niemcy musieli przerzucić swoje własne oddziały. Hitler obawiał się też inwazji na Bałkanach i chciał przerzucić siły także tam. Jedynymi dostępnymi oddziałami były wojska walczące pod Kurskiem.

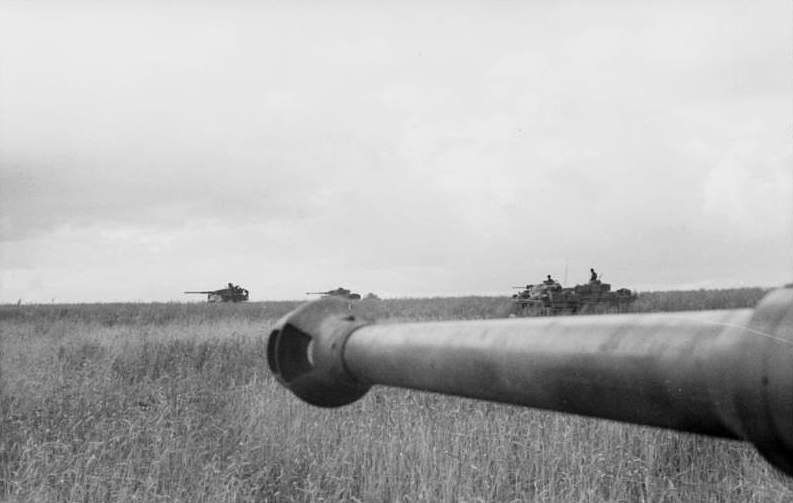
Niemieckie czołgi na pozycjach bojowych

Kluge przyjął decyzję Hitlera z dużym optymizmem. Uważał on, że 9 Armia nie osiągnęła zakładanych celów i musiała przerwać swoje działania, by przesunąć swoje oddziały na północ celem odparcia radzieckiej kontrofensywy w rejonie Orła. Manstein był przeciwny przerywaniu ofensywy. Uważał on, że Sowieci wprowadzili do walki swoje ostatnie rezerwy operacyjne i że jego wojska były o krok od przełamania linii radzieckich. Zdaniem Mansteina 9 Armia powinna kontynuować swoje działania, by wiązać duże oddziały radzieckie. W tym samym czasie jednostki gen. Hotha i gen. Kempfa kontynuowałyby swoje działania na wschód od Obojania w rejonie rzeki Psioł i Prochorowki aż do przełamania linii radzieckich, by następnie doprowadzić do całkowitego zniszczenia wojsk radzieckich na południe od Kurska i wyjścia na tyły Frontu Centralnego. Do wykonania tego zadania potrzebne było przesunięcie odwodowego XXIV Korpusu Pancernego w rejon działania sił Grupy Armii „Południe”. Manstein już wtedy przerzucił ten korpus w rejon Charkowa w przygotowaniu do kolejnego natarcia (liczył on wtedy 104 czołgi i 7 dział szturmowych). Kluge był przeciwny planom Mansteina, uważał on że 9 Armia nie była w stanie kontynuować swoich działań ofensywnych i musiała się wycofać na pozycje wyjściowe sprzed operacji.
Mimo argumentów Mansteina stanowisko Hitlera pozostało bez zmian, operacja Cytadela miała zostać przerwana. Pomimo tego Hitler zgodził się na ograniczone działania. 9 Armia miała zatrzymać radziecką kontrofensywę, a oddziały Grupy Armii „Południe” kontynuować ograniczone ataki celem zniszczenia operacyjnych rezerw radzieckich, co uniemożliwiłoby przeprowadzenie Armii Czerwonej letniej kontrofensywy tego roku, a następnie zajęcie dogodnych pozycji obronnych. XXIV Korpus Pancerny miał jednak pozostać w odwodzie w obawie przed radzieckimi działaniami ofensywnymi w rejonie Dońca.
17 lipca wydany został rozkaz o wycofaniu z frontu II Korpusu Pancernego SS w rejon na zachód od Biełgorodu z zamiarem dalszego przeniesienia do Włoch. Następnego dnia OKH wydało rozkaz o przeniesieniu dwóch dywizji piechoty z Grupy Armii „Południe” do Grupy Armii „Środek”. Oddziały niemieckie na południowej części klina kurskiego następnie wycofały się na rubież sprzed 5 lipca.

## Radzieckie kontrofensywy

### Na północy: operacja orłowska

Radziecki czołg T-34 (z działem kalibru 76 mm) w wyzwolonym Orle, 5 sierpnia 1943 roku

Na północnym skrzydle łuku kurskiego ofensywa niemiecka załamała się najszybciej. Już wcześniej dowództwo radzieckie planowało przeprowadzenie kontrofensywy, która miała się rozpocząć natychmiast po zatrzymaniu niemieckiego natarcia. Operację orłowską, która miała zlikwidować występ orłowski, miały przeprowadzić 12 lipca wojska lewego skrzydła Frontu Zachodniego (z północy), wojska Frontu Briańskiego (ze wschodu) i w późniejszej fazie natarcia wojska Frontu Centralnego (z południa). 12 lipca ruszyła ofensywa.
Na północy Sowieci w pierwszych dniach odnieśli spore sukcesy, szybko nacierając w głąb pozycji niemieckich. 13 lipca front został przerwany na szerokości 23 km i głębokości 25 km. Na wschodzie siły radzieckie napotkały o wiele twardszy opór wojsk niemieckich. Dzięki wprowadzeniu do walki 3 Gwardyjskiej Armii Pancernej na wschodzie Armia Czerwona była w stanie przerwać niemieckie linie obronne. Wejście do walki 4 Armii Pancernej na północy pomogło w rozszerzeniu włamania w niemieckich liniach. Oddziały nacierające z północy stworzyły poważne zagrożenie dla Niemców wokół Orła, którym zaczęło grozić okrążenie. 15 lipca do działań przystąpił Front Centralny, jednak początkowo jego natarcie przebiegało powoli. Dopiero 19 lipca udało mu się przerwać linie niemieckie. Wojskom niemieckim zaczęło grozić okrążenie. 31 lipca rozpoczął się odwrót. 4 sierpnia do Orła zbliżyły się oddziały 3 i 63 Armii Frontu Briańskiego, a od południa oddziały Frontu Centralnego. 5 sierpnia Orzeł został wyzwolony. 15 sierpnia wyzwolono Karaczew leżący w połowie drogi między Orłem a Briańskiem. Do 18 sierpnia Sowieci kontynuowali działania ofensywne, po czym przeszli do obrony.

### Na południu: operacja biełgorodzko-charkowska

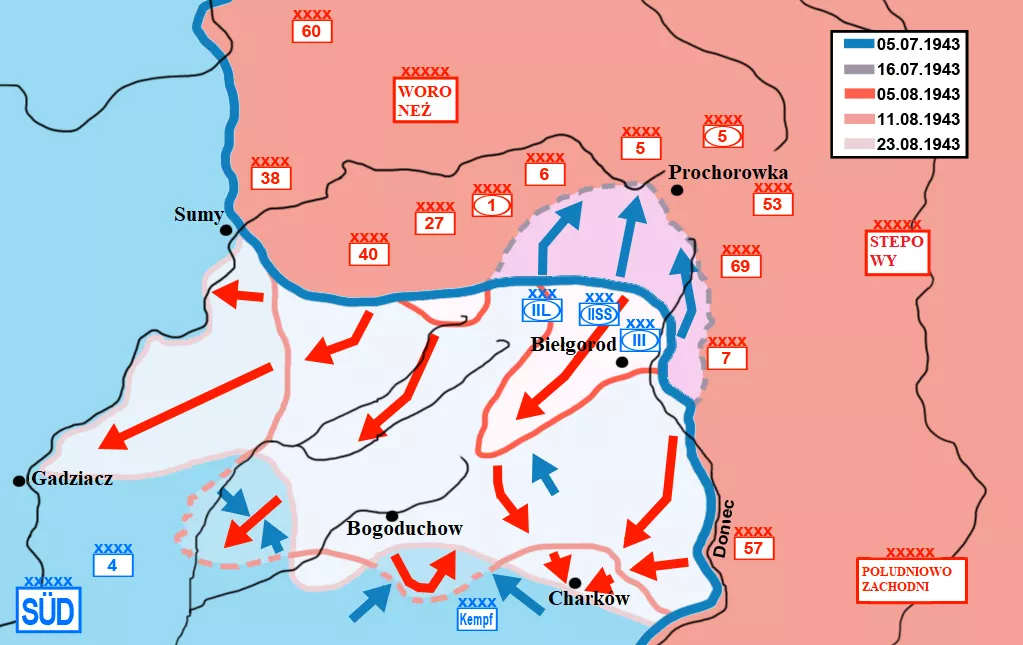
Mapa przedstawiająca niemieckie uderzenie na południowe skrzydło łuku kurskiego i radziecką kontrofensywę w tym samym rejonie

Na wieść o wycofywaniu się oddziałów niemieckich na południowym odcinku wybrzuszenia kurskiego na pozycje sprzed operacji Cytadela siły radzieckie przystąpiły do działań ofensywnych. 20 lipca rano jednostki Frontu Woroneskiego wraz z 53 Armią Frontu Stepowego rozpoczęły natarcie, osiągając trzy dni później pozycje zajmowane przed operacją Cytadela i rozpoczęły przygotowania do operacji biełgorodzko-charkowskiej. Ponieważ działania obronne Armii Czerwonej na południowym skrzydle łuku kurskiego zakończyły się później niż na północy, oddziały radzieckie potrzebowały więcej czasu na przygotowanie własnej ofensywy, a także na uzupełnienie strat poniesionych przy odpieraniu niemieckiej ofensywy. 17 lipca na wschodnie skrzydło Grupy Armii „Południe” ruszyły do natarcia oddziały Frontu Południowo-Zachodniego gen. Rodiona Malinowskiego nad Dońcem i Frontu Południowego gen. Fiodora Tołbuchina nad Miusem (operacja miuska) z zamiarem wyzwolenia Zagłębia Donieckiego. Działania te odciągnęły uwagę Niemców od kierunku biełgorodzko-charkowskiego i w obawie przed utratą Zagłębia Donieckiego Niemcy przesunęli swoje odwody w rejon radzieckich ofensyw, co jeszcze bardziej osłabiło siły niemieckie mające odeprzeć operację biełgorodzko-charkowską. W szczególności, dotkliwe straty poniósł skierowany nad Mius II Korpus Pancerny SS w składzie dywizji „Das Reich” i „Totenkopf”.
W planowanej operacji miały wziąć udział wojska frontów Woroneskiego i Stepowego. Operacja biełgorodzko-charkowska rozpoczęła się 3 sierpnia. Już pierwszego dnia oddziały radzieckie weszły głęboko w linie niemieckie. 5 sierpnia wojska Frontu Woroneskiego wyzwoliły Biełgorod i Tomarowkę. 7 sierpnia siły radzieckie wyzwoliły Borisowkę i Grajworon. 11 sierpnia wojska Frontu Stepowego dotarły do zewnętrznego pasa obrony Charkowa. Tego samego dnia oddziały niemieckiej 3 Dywizji Pancernej i dywizji SS „Das Reich”, „Totenkopf” i „Wiking” przeprowadziły kontratak na wojska Frontu Woroneskiego w rejonie Bogoduchowa, który chwilowo powstrzymał natarcie tego frontu. 18 sierpnia Niemcy przeprowadzili kolejny kontratak, tym razem na północ od Achtyrki w skrzydło 27 Armii Frontu Woroneskiego. Po początkowych sukcesach już następnego dnia niemieckie uderzenie zostało powstrzymane. Niemieckie jednostki zostały okrążone i do 25 sierpnia zlikwidowane. 23 sierpnia wojska Frontu Stepowego po ciężkich walkach wokół miasta wyzwoliły Charków.

## Po bitwie
Po bitwie na łuku kurskim tytuły Bohatera Związku Radzieckiego otrzymało: 133 Rosjan, 25 Ukraińców, 4 Tatarów, 3 Białorusinów, 2 Litwinów, 2 Uzbeków, 2 Ormian, 2 Tadżyków, 2 Kazachów, 1 Udmurec, 1 Dunganiec, 1 Osetyniec i 1 Żyd.

### Straty obu stron
Według rosyjskiego historyka Grigorija Kriwoszejewa straty Armii Czerwonej podczas całej bitwy pod Kurskiem, to znaczy w okresie od 5 lipca do 23 sierpnia, wyniosły 254 470 bezpowrotnych (zabitych lub zaginionych) i 608 833 sanitarnych (rannych lub chorych). Stracono 6064 czołgi, 1626 samolotów i 5238 dział. Kriwoszejew oblicza straty frontów Centralnego, Woroneskiego i Stepowego podczas niemieckiej ofensywy (operacja Cytadela) między 5 a 23 lipca na 70 330 bezpowrotnych i 107 517 sanitarnych. Front Centralny stracił 15 336 żołnierzy bezpowrotnie oraz poniósł 18 561 sanitarnych strat. Front Woroneski 27 542 bezpowrotnie oraz 46 350 sanitarnych. Front Stepowy 27 452 bezpowrotnie oraz 42 606 sanitarnych. W tej fazie bitwy stracono 1614 czołgów, 3923 działa i 459 samolotów.

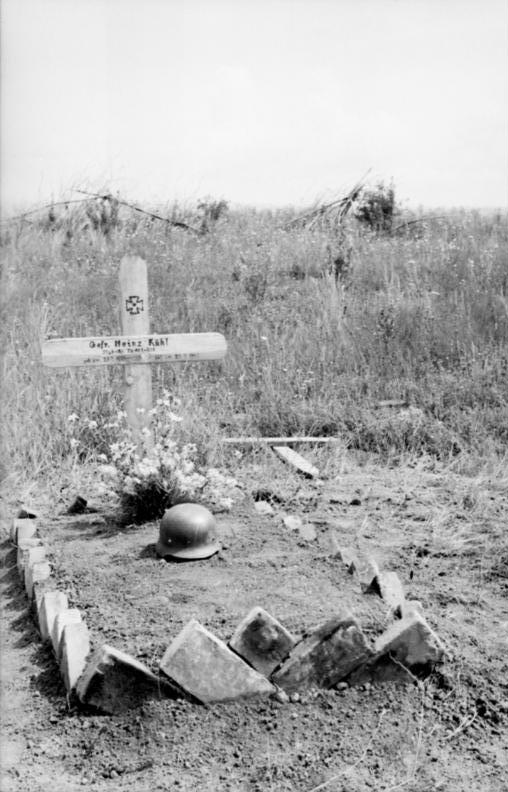
Grób kaprala Heinza Kühla, niemieckiego żołnierza biorącego udział w bitwie pod Kurskiem

Straty Sowietów podczas operacji orłowskiej między 12 lipca a 18 sierpnia wyniosły 112 529 bezpowrotnych i 317 361 sanitarnych. Front Zachodni stracił 25 585 żołnierzy bezpowrotnie i poniósł 76 856 sanitarnych strat. Front Briański 39 173 bezpowrotnie i 123 234 sanitarnych. Front Centralny 47 771 bezpowrotnie i 117 271 sanitarnych. Straty w sprzęcie wyniosły: 2586 czołgów, 892 działa i 1014 samolotów.
W operacji biełgorodzko-charkowskiej między 3 a 23 sierpnia straty Armii Czerwonej wyniosły 71 611 bezpowrotnych i 183 955 sanitarnych. Front Woroneski stracił 48 339 żołnierzy bezpowrotnie i poniósł 108 954 sanitarnych strat. Front Stepowy z kolei 23 272 bezpowrotnie i 75 001 sanitarnych. Stracono 1864 czołgi, 423 działa i 153 samoloty.
Straty niemieckie podczas bitwy na łuku kurskim wyniosły 245 tys. żołnierzy, w tym 57,7 tys. bezpowrotnie. Niemcy stracili 1300 czołgów i około tysiąca samolotów.
Straty Armii Czerwonej były o wiele wyższe od strat Wehrmachtu i SS. Sowieci dysponowali jednak olbrzymimi odwodami za linią frontu, dzięki którym mogli uzupełniać spore straty w szybkim tempie. Do tego doszła też potęga radzieckiego przemysłu, który potrafił produkować olbrzymie ilości uzbrojenia oraz materiałów wojennych i nieustannie zasilać nimi jednostki frontowe, odbudowując duże straty. W 1943 roku przemysł radziecki produkował miesięcznie 2,4 tys. czołgów, podczas gdy niemiecki zaledwie 637. Inne obliczenia wskazują na produkcję ok. 1,5 tys. czołgów i dział samobieżnych przez przemysł radziecki w tym okresie.

### Następstwa
Walki pod Kurskiem zakończyły się decydującym i strategicznym sukcesem Armii Czerwonej. Po raz pierwszy w wojnie niemiecko-radzieckiej Armii Czerwonej udało się powstrzymać letnią niemiecką ofensywę, zanim przełamała ona obronę oddziałów radzieckich i weszła na ich głęboką przestrzeń operacyjną. Pomimo użycia lepszych technologicznie czołgów Niemcy nie byli w stanie przebić się przez dobrze ufortyfikowane linie radzieckie. Od tej pory inicjatywa strategiczna przeszła w ręce Armii Czerwonej. Choć Sowieci ponieśli większe straty w ludziach i sprzęcie, to straty poniesione przez Niemców były dla nich o wiele dotkliwsze. Niemcy, w przeciwieństwie do Sowietów, nie mieli odpowiednio dużych środków, by móc uzupełnić swoje straty. Gen. Heinz Guderian pisał: „Klęska «Cytadeli» oznaczała naszą decydującą porażkę. Formacje pancerne, zreformowane i dozbrojone z tak wielkim wysiłkiem, poniosły ciężkie straty w ludziach i sprzęcie, stając się teraz przez długi czas niezdolne do wykorzystania. Pozostawało kwestią wielce wątpliwą, czy odzyskają sprawność na tyle szybko, że będą mogły bronić wschodniego frontu. Nie ma potrzeby powtarzać, że Sowieci w pełni wykorzystali zwycięstwo. Na froncie wschodnim nie miały już się powtarzać okresy spokoju. Nieprzyjaciel zyskał od tego czasu niezaprzeczoną inicjatywę”.
Zwycięstwo w bitwie na łuku kurskim bardzo podniosło morale żołnierzy i oficerów Armii Czerwonej. Już po zwycięstwie pod Stalingradem morale czerwonoarmistów zaczęło się podnosić, a po Kursku wzrosło jeszcze bardziej. Armia Czerwona od 1943 roku wprowadzała uzbrojenie i wyposażenie o wiele wyższej jakości. Oficerowie radzieccy od czasu zwycięstwa pod Stalingradem coraz lepiej planowali i organizowali zarówno działania obronne, jak i ofensywne, przy użyciu dużej liczby czołgów nacierających wspólnie z piechotą wspieranych przez artylerię i lotnictwo. Wprawdzie podczas bitwy popełniali błędy (patrz: straty radzieckie i niemieckie), jednak doświadczenie nabyte podczas walk pomogło im później lepiej planować i przeprowadzać operacje ofensywne i defensywne z rozwijaniem współpracy między różnymi rodzajami wojsk.

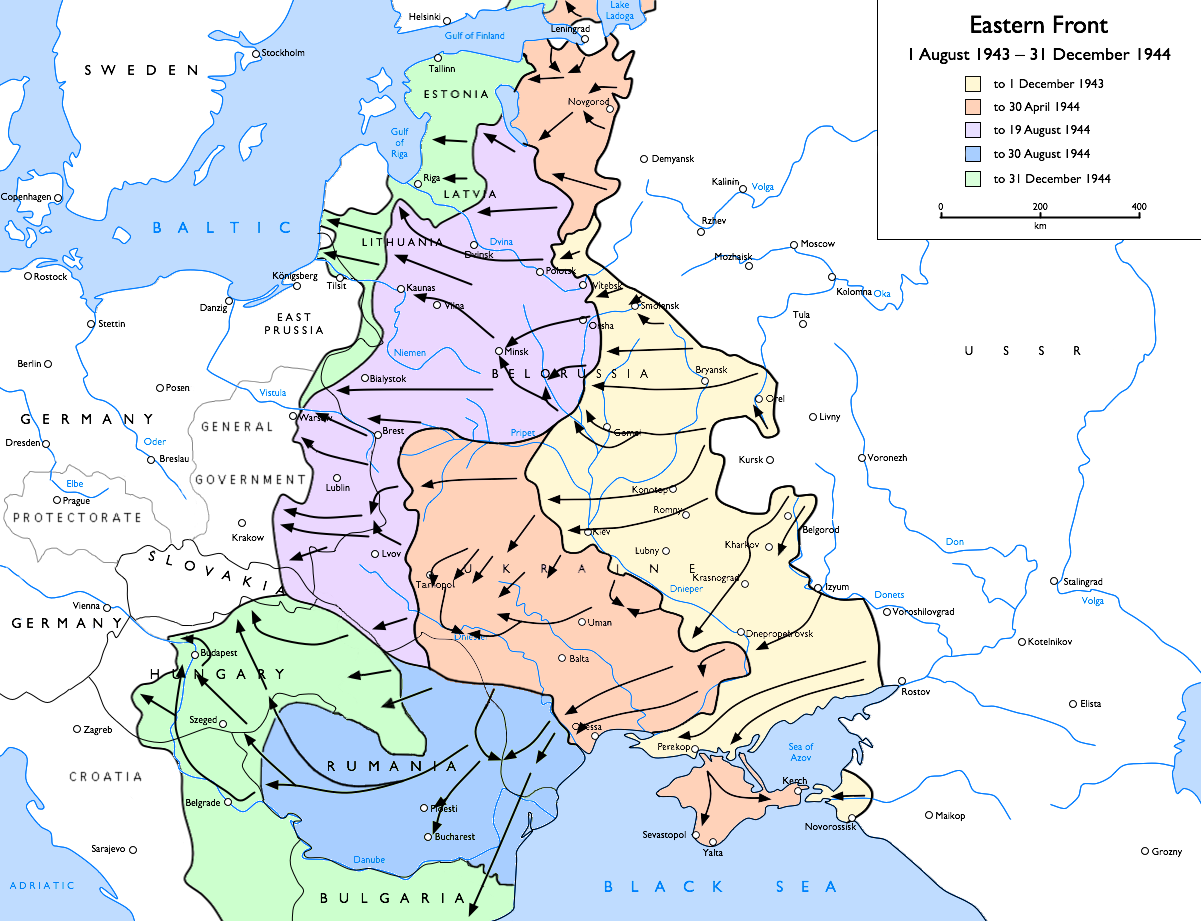
Radziecka ofensywa między sierpniem 1943 roku a grudniem 1944 roku (działania ofensywne będące następstwem zwycięstwa pod Kurskiem zaznaczone są kolorem żółtym)

Po sukcesie w bitwie pod Kurskiem Stalin zaczął coraz bardziej ufać swoim generałom, co spowodowało, że radzieccy dowódcy mieli o wiele więcej swobody w planowaniu i przeprowadzaniu zarówno operacji ofensywnych, jak i defensywnych. W dowództwie niemieckim było dokładnie na odwrót. Hitler zaczął coraz częściej ingerować w sprawy wojskowe, każda decyzja zależała od niego.
Wbrew temu, co przedstawia literatura zachodnia, lądowanie aliantów na Sycylii miało minimalny wpływ na przebieg bitwy na łuku kurskim. Na front włoski przerzucono wyłącznie II Korpus Pancerny SS (z jego trzech dywizji do Włoch przesunięta została tylko jedna, a mianowicie 1 Dywizja Pancerna SS „Leibstandarte Adolf Hitler”). Zaangażowanie większości armii niemieckiej w walkach pod Kurskiem zdecydowanie ułatwiło Amerykanom i Brytyjczykom przeprowadzenie uderzenia na Włochy. Tak samo w 1944 roku bez frontu wschodniego alianci mieliby olbrzymie trudności w rozpoczęciu własnych działań lądowych w Europie na większą skalę.
Jeszcze podczas bitwy lub natychmiast po jej zakończeniu Armia Czerwona przystąpiła do własnej ofensywy letnio-jesiennej na środkowym i południowym odcinku frontu wschodniego. Operacje Armii Czerwonej rozpoczęły się bez żadnej pauzy, by nie dać Niemcom czasu na przegrupowanie się i ustanowienie nowych linii obronnych, w szczególności opartych na linii rzek Mołoczna, Dniepr i Soż. 25 września Armia Czerwona wyzwoliła Smoleńsk, wychodząc na terytorium wschodniej Białorusi na początku października. We wrześniu i w październiku siły radzieckie sforsowały Dniepr, a 6 listopada wyzwoliły Kijów. Przegrana pod Kurskiem kosztowała Niemców ostateczną utratę szans na przejęcie inicjatywy strategicznej na froncie wschodnim, czego efektem była konieczność prowadzenia działań obronnych już do końca wojny ze Związkiem Radzieckim.